# Les Poèmes de Lucy
Vous lisez un « article de qualité » labellisé en 2018.
Les Poèmes de Lucy (en anglais The Lucy Poems) est une série de cinq courts poèmes composés entre 1798 et 1801 par le poète romantique anglais William Wordsworth (1770-1850). Quatre d'entre eux sont d'abord publiés dans la deuxième édition des Ballades lyriques en 1800, recueil écrit en collaboration avec Samuel Taylor Coleridge (1772-1834), qui constitue à la fois la première œuvre majeure de Wordsworth et marque le début du courant romantique anglais.
Dans cette série, Wordsworth a cherché à écrire des strophes d'une grande pureté stylistique sur ses visions fugitives et abstraites de la beauté, de la nature, de l'amour, du désir et de la mort. Elles sont composées en un temps relativement court pendant un séjour du poète en Allemagne en compagnie de son ami Coleridge et de sa sœur Dorothy. Cependant, l'éloignement de Coleridge, parti pour une autre région moins austère, le plonge dans une profonde tristesse qui aurait été l'une des raisons l'ayant poussé à écrire les Poèmes de Lucy.
Encore que varient les interprétations, le thème principal de l'ensemble semble concerner l'amour du narrateur pour le personnage idéalisé de Lucy, morte dans sa prime jeunesse. L'idée de la mort pèse sur la séquence, l'imprégnant d'une tonalité à la fois mélancolique et élégiaque.
Nul ne sait si la figure de Lucy est inspirée par une personne réelle ou émane seulement de l'imagination du poète ; généralement réservé sur ces poèmes, Wordsworth n'a jamais révélé les détails de son origine ou de son identité. Certains critiques pensent que Lucy s'inspire de Dorothy, tandis que d'autres la considèrent comme un modèle littéraire sur lequel Wordsworth a voulu expérimenter, méditer et réfléchir.
Les Poèmes de Lucy comprennent, dans l'ordre Strange fits of passion have I known (« J'eus plus d'un étrange délire »), She dwelt among the untrodden ways, (« Elle demeurait le long de chemins que nul n'empruntait »), I travelled among unknown men (« Avant de voyager sur terre vers de lointains sommets »), Three years she grew in sun and shower (« Parmi les libres monts, elle grandit à la pluie, au soleil ») et A slumber did my spirit seal (« Un sommeil scellait mon esprit »).
Bien que présentés groupés dans les anthologies modernes depuis sa mort en 1850, Wordsworth ne les a pas conçus ni publiés comme une suite. Dans ses préfaces des éditions de 1798 et de 1800 des Ballades lyriques, il les décrit comme « expérimentaux » et les révise constamment entre 1798 et 1799, modifiant leur visée thématique.

## Contexte
Les Poèmes de Lucy sont à bien des égards liés à l'amitié de Wordsworth et Coleridge.

### Les Ballades lyriques

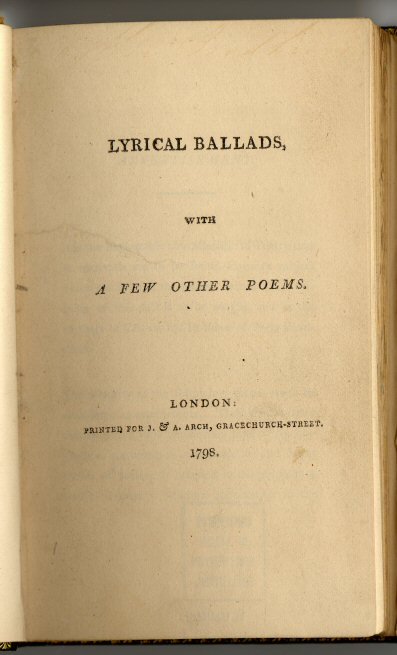
Page de titre, première édition des Lyrical Ballads.

En 1798, les deux poètes publient conjointement les Lyrical Ballads, with a Few Other Poems (Ballades lyriques, avec quelques autres poèmes), recueil de poèmes écrits chacun séparément. D'emblée, le livre connaît une large diffusion et s'impose comme un modèle pour le mouvement romantique dans la littérature britannique,.
Comme il l'explique dans la préface de l'édition de 1802, Wordsworth s'efforce d'y retrouver la langue vernaculaire, telle qu'elle est parlée dans la vie de tous les jours :
| « The principal object, then, proposed in these Poems was to choose incidents and situations from common life, and to relate or describe them, throughout, as far as was possible in a selection of language really used by men, and at the same time, to throw over them a certain colouring of imagination, whereby ordinary things should be presented to the mind in an unusual aspect. » | « Le but principal de ces poèmes a consisté à choisir des incidents et des situations de la vie de tous les jours et de les raconter ou les décrire en leur entier, si possible dans une langue proche du parler ordinaire, et de les rehausser par une certaine tonalité imaginative de sorte que le banal pût se présenter à l'esprit de façon inusitée. » |

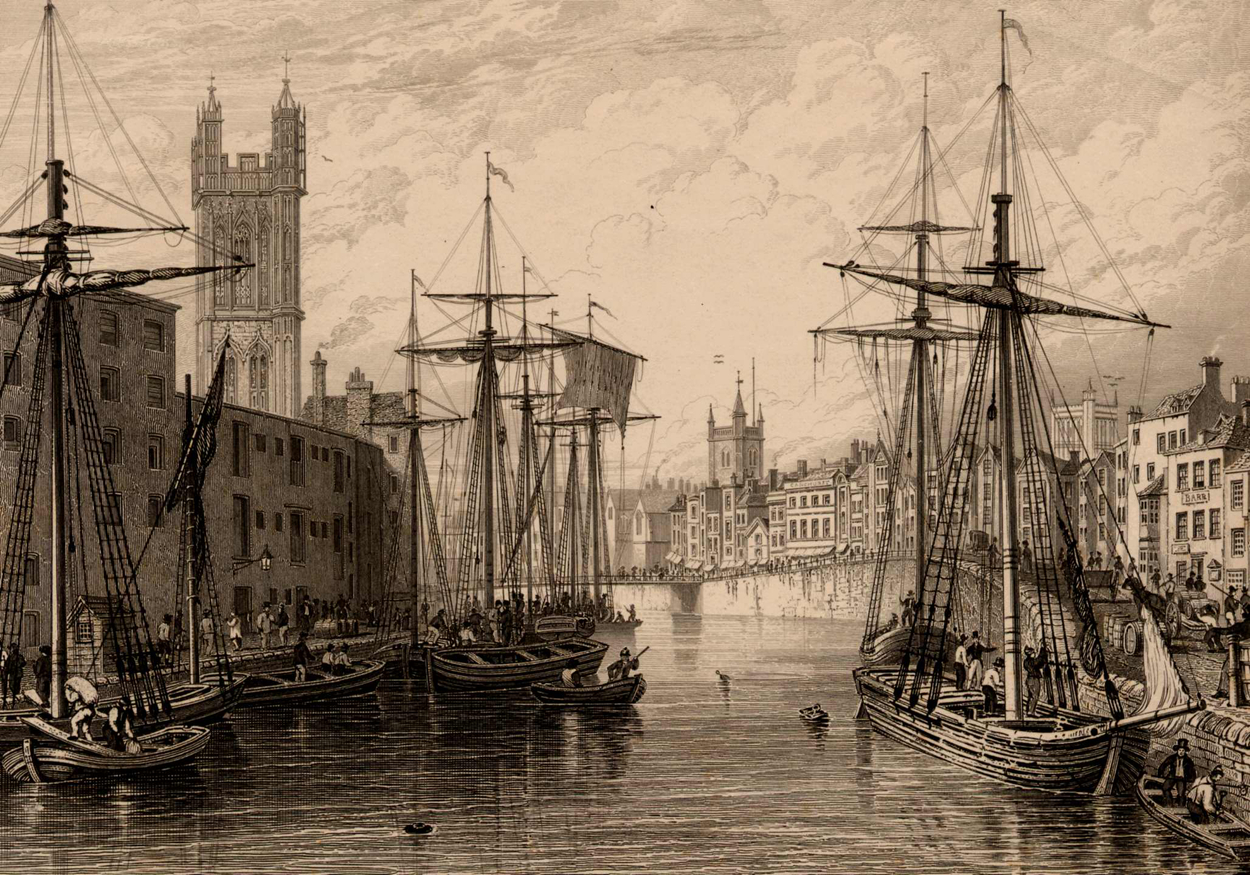
Port de Bristol (église Saint-Étienne, église Saint-Augustin-le-moins, cathédrale de Bristol), vers 1850.

La rencontre entre Wordsworth et Coleridge a lieu fin août ou septembre 1795 à Bristol. Dès lors, naît entre eux une profonde amitié créatrice, car chacun souhaite rompre avec le langage poétique conventionnel du XVIIIe siècle (poetic diction). À partir de 1797, ils se rejoignent dans le Somerset où ils vivent pratiquement côte à côte. Avant qu'il ne connaisse Coleridge, Wordsworth considère que ni sa vie, ni sa poésie ne présentent beaucoup d'intérêt. De fait, non seulement Coleridge exerce sur lui une profonde influence, mais a l'art de l'encourager, et sous ses éloges, sa créativité se trouve décuplée.
William est très proche de sa sœur, la poétesse Dorothy Wordsworth, qui vit à ses côtés pendant l'essentiel de sa vie. Elle raconte dans une lettre de mars 1798 à quel point la présence de Coleridge stimule son frère : « Ses dispositions semblent murir de jour en jour ; il compose avec beaucoup plus de facilité, le « mécanisme » de la poésie lui est plus familier et ses idées coulent plus rapidement qu'il ne peut les exprimer ». De fait, porté par cette nouvelle inspiration, Wordsworth se sent de taille à émuler Milton. Coleridge et lui décident de collaborer, mais se limitent à échanger des notes ou des suggestions.
Le bail de Wordsworth pour sa résidence d'Alfoxton à Holford ayant expiré, l'occasion est donnée aux deux amis de résider ensemble. Leur plan est de passer d'abord deux années en Allemagne avec Dorothy et Sara, l'épouse de Coleridge, pour apprendre la langue et, comme il est écrit dans une lettre de Wordsworth à James Losh du 11 mars 1798, pour « engranger un bon socle de renseignements sur les sciences naturelles ».

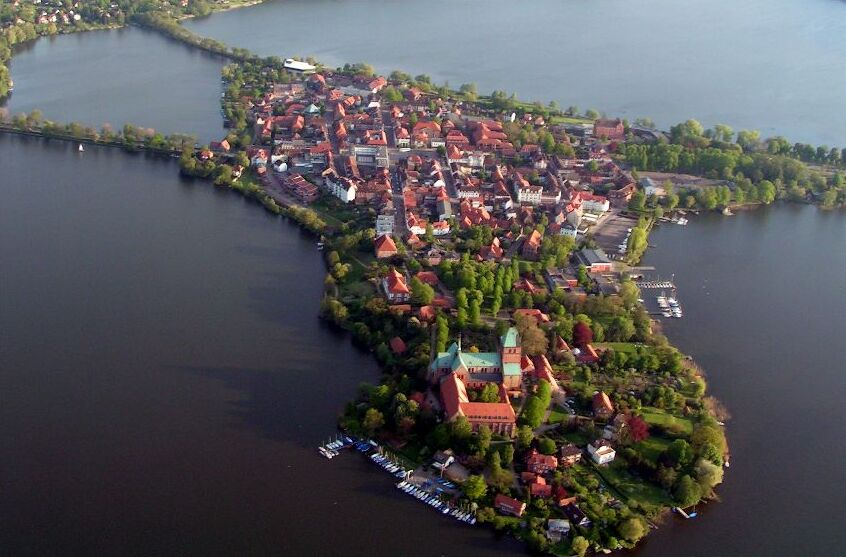
Ratzebourg, vue aérienne de la vieille ville.

De fait, en septembre 1798, les deux amis et Dorothy se rendent en Allemagne pour préparer leur séjour. D'abord, ils résident à Hambourg, mais la cherté de la vie dépasse vite les moyens de Wordsworth. Coleridge, plus aisé, trouve de quoi se loger à meilleur compte à Ratzebourg dans le Schleswig-Holstein, ville de culture, mais Wordsworth ne peut se permettre de le suivre, et sa sœur et lui s'installent à moindre frais à Goslar en Basse-Saxe.

### Nostalgie envers Coleridge

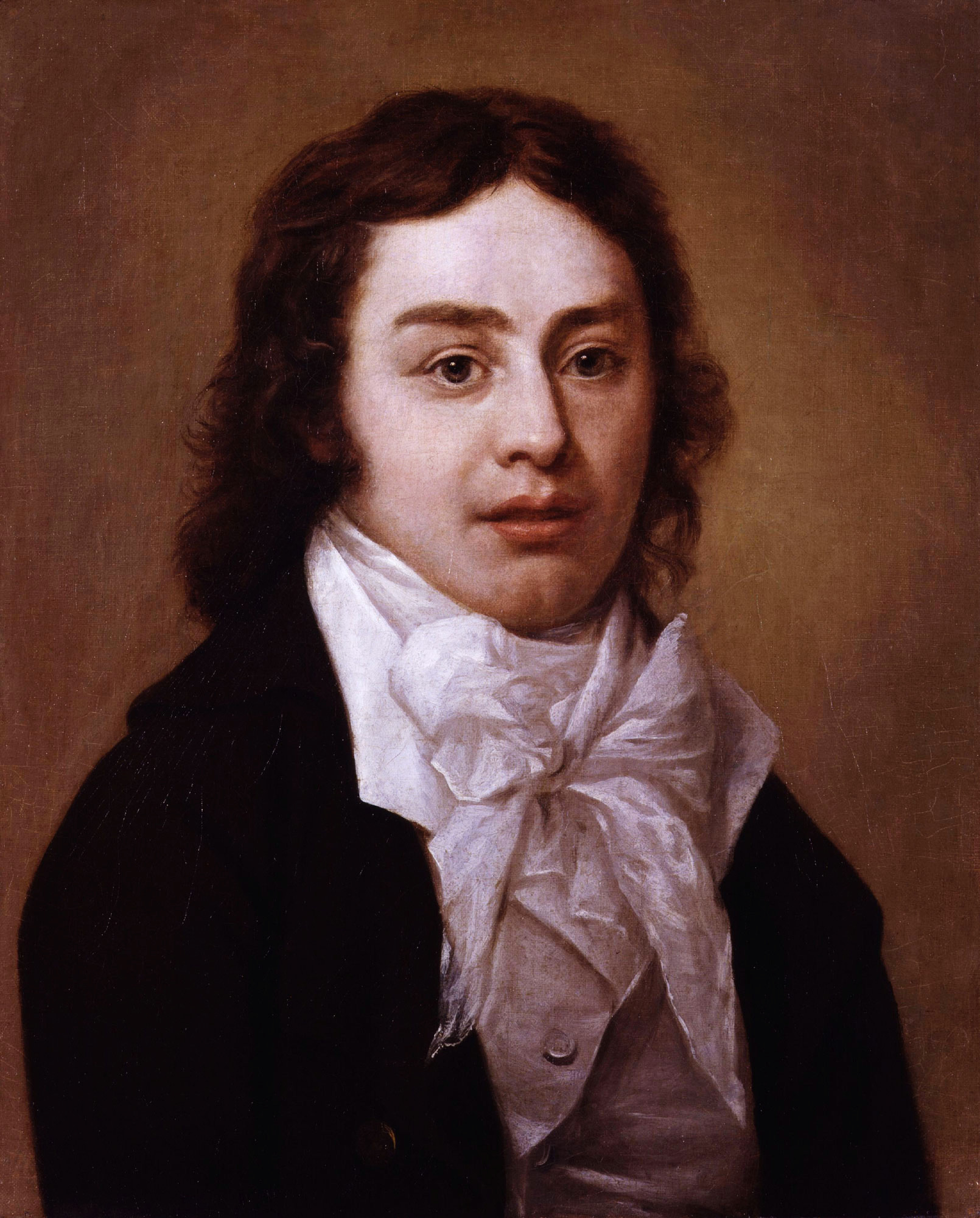
Samuel Taylor Coleridge, par Peter Vandyke, 1795

Séparé de son ami, Wordsworth est à la peine, encore que dans les quelques semaines suivant sa solitude, il termine les trois premiers « Poèmes de Lucy », d'abord mentionnés dans une lettre à Coleridge de décembre 1798 où ils sont qualifiés de « petits poèmes rimés qui devraient vous amuser ». Une telle humilité s'explique par le fait que Coleridge s'attend à une épopée philosophique en trois parties intitulée Le Reclus (The Recluse),,.
Dans la même lettre, Wordsworth plaide pour son cas : privé de livres, écrit-il en substance, il aurait dû écrire cinq fois plus, mais il souffre de brûlures d'estomac et d'un point de côté, auxquels s'ajoutent des douleurs cardiaques. Le mot « douleur » (pain), poursuit-il, n'est pas vraiment approprié, il s'agit plutôt d'une impression de malaise et de chaleur interne. De toute façon, écrire dans ces conditions lui est difficile et lorsqu'il ne lit pas, tout son être se consume en pensées, en sentiments et aussi, conséquence de son anxiété, sa voix et ses membres se dérobent à lui.
Wordsworth blâme en partie sa sœur pour cette perte : eût-il vécu seul, son pécule lui aurait permis de suivre son ami ; de fait, ses moyens sont limités, alors que Coleridge peut recevoir avec libéralité, fréquenter les membres de l'aristocratie, inviter des hôtes « capables de parler et avec qui converser une journée entière ».
Ainsi, bien que Dorothy lui soit affectivement indispensable, la relation entre le frère et la sœur reste tendue pendant leur séjour allemand, et, d'après Maltak, il est vraisemblable que Wordsworth compense sa double frustration — celle de l'éloignement de Coleridge et celle de sa cohabitation forcée —, en créant Les Poèmes de Lucy comme soupape de sûreté.

### Identité de Lucy
Wordsworth n'a jamais révélé qui l'a inspiré pour créer ce personnage, et ce mystère a suscité une intense spéculation parmi les historiens de la littérature.
Les poèmes eux-mêmes ne livrent que peu de renseignements, pas même sur l'âge de Lucy. Au milieu du XIXe siècle, l'écrivain Thomas de Quincey (1785–1859), à une époque ami du poète, écrit qu'« il [Wordsworth] garda toujours le mystère sur le sujet, alors que dans ses poèmes, Lucy se voyait sans cesse apostrophée et l'objet de multiples allusions ; et j'ai entendu des commères de Hawkshead évoquer les bribes d'une histoire tragique, ce qui après tout, n'est peut-être qu'une fable sans réel objet montée à partir de matériaux peu solides ».
Hartman est d'avis que ce prénom est un cliché néo-arcadien. D'autre part, Hartman fait valoir que Lucy ne représente pas nécessairement une seule et même personne, alors que Mary Moorman (1906–1994), biographe de Wordsworth, considère plutôt qu'il s'agit d'une fiction poétique, encore que Les Ballades lyriques se « fondant sur des faits » (based on facts) et l'esprit du poète s'avérant essentiellement factuel, il serait hâtif, ajoute-t-elle, de prétendre que Lucy n'est qu'une créature imaginaire.
Ce même critique avance l'hypothèse que Lucy représenterait Mary Hutchinson, amie d'enfance et future épouse du poète, ce contre quoi s'insurgent nombre de ses collègues — d'autant que Lucy est déclarée morte. Selon une autre hypothèse, Wordsworth aurait pensé à Margaret Hutchinson, sœur de Mary, qui, elle, est décédée. Pour autant, rien ne corrobore l'idée qu'il se soit épris d'aucune des sœurs Hutchinson autre que Mary, mais la mort de Margaret a pu l'influencer sans pour autant constituer son unique source d'inspiration.

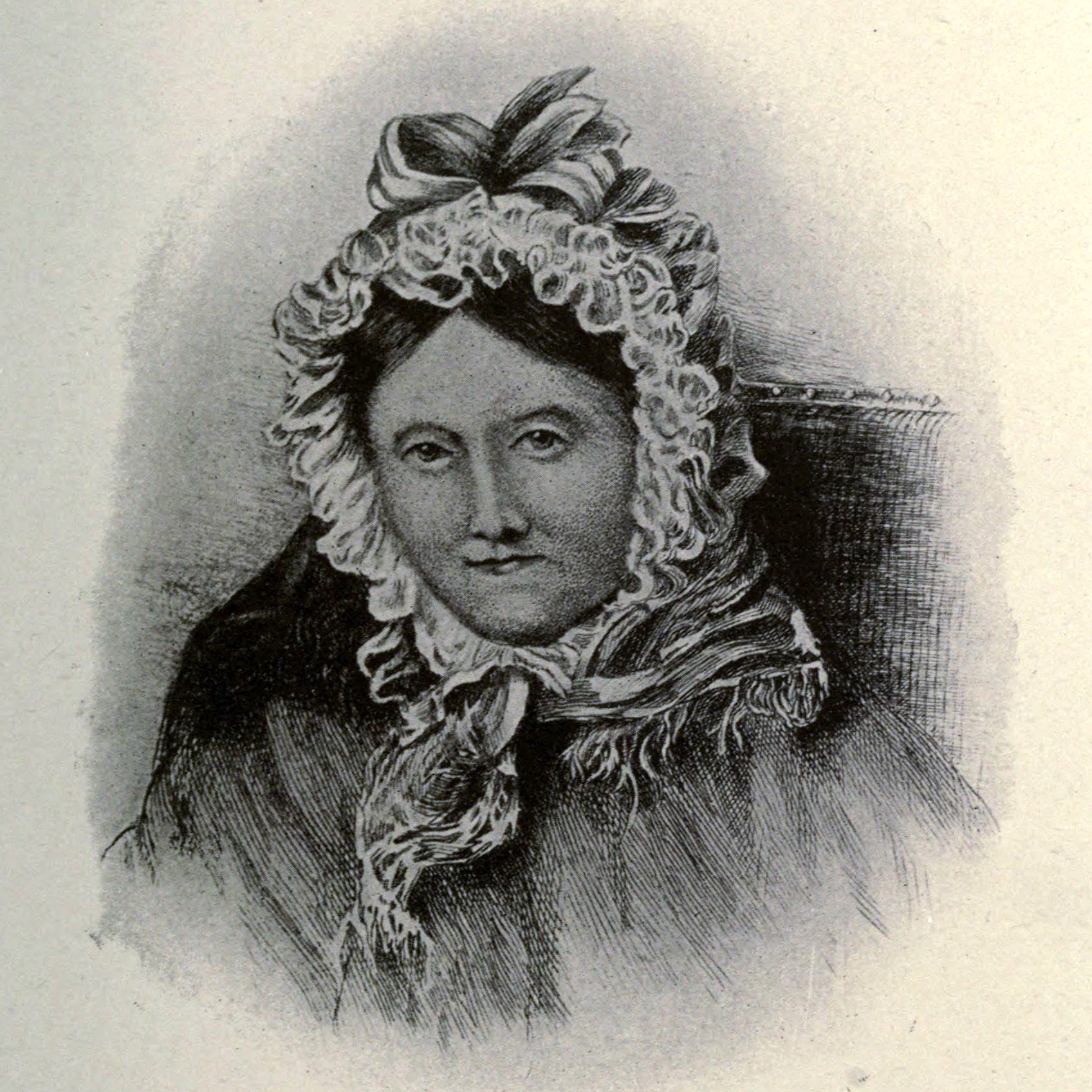
Dorothy, la sœur de William Wordsworth, vers la fin de sa vie. Portrait de 1907 par W. Crowbent d'après une photographie.

En 1980, Hunter Davies partage l'idée que les poèmes ont été écrits pour Dorothy, encore qu'il trouve l'assimilation entre le personnage de Lucy et la sœur du poète « bizarre » (eerie). Précédemment, Matlak a établi (voir supra) le lien entre les deux en rappelant le fardeau financier que représente Dorothy, responsable en quelque sorte du départ de Coleridge. Si tel est le cas, à la fois nostalgique de son ami et fidèle à sa sœur, Wordsworth sublime les deux sentiments en opérant un double transfert de l'un à l'autre : Coleridge parti équivaut à un deuil, ce qui se traduit par le destin tragique de Lucy, et l'affection fraternelle, associée à l'amitié pour un camarade de cœur, expliquent l'amour porté au personnage. Quelque temps après que les poèmes ont été mis en chantier, Coleridge écrit : « Il y a quelques mois, Wordsworth m'a transmis une épitaphe des plus sublimes. Qu'elle repose sur des faits réels, je ne saurais dire. Il est vraisemblable que dans un moment de morosité, il s'est imaginé l'instant où sa sœur pouvait mourir ».
Une autre hypothèse serait que Wordsworth, consciemment ou non, craint en effet pour la vie de sa sœur : d'autres poèmes, en particulier La luciole et La cueillette des noix, mentionnent Lucy et semblent établir le lien de façon plus explicite :
| The Glow-Worm « The whole next day, I hoped, and hoped with fear; At night the glow-worm shone beneath the tree; I led my Lucy to the spot, "Look here," Oh! joy it was for her, and joy for me! » | La luciole Le cœur battant d'espoir et de crainte À la nuit tombée le lendemain, ma luciole Brillait sous son arbre. « Ici, voyez ! », Dis-je à Lucy. Oh ! sa joie et oh ! la mienne ! |

D'après Johnston, il semblerait que briser le tabou de l'inceste serait une sorte de jeu émanant aussi bien de Wordsworth que de Dorothy, comme en témoignerait La cueillette des noix :
| Nutting « Then, dearest Maiden, move along these shades In gentleness of heart; with gentle hand Touch—for there is a spirit in the woods. » | La cueillette des noix Marche légère et douce à travers ces charmilles ; Pour leurs tendres rameaux fais caressants tes doigts, Chère sœur, car il est un Esprit dans les bois. |

Le poète et essayiste Frederic Myers (1843–1901) pense qu'une unique émotion a suscité le personnage de Lucy, mais se défend de vouloir s'immiscer dans le tréfonds de l'intimité du poète : « laisser le sanctuaire des cœurs inviolé, respecter la réserve observée non seulement par les vivants mais aussi les morts. De ces poèmes, et pratiquement d'eux seuls, Wordsworth lui-même dans ses fragments autobiographiques n'a rien dit ».
Karl Kroeber (1926–2009) est d'avis que Lucy possède une double existence, l'une réelle et historique, et une autre, idéalisée dans l'esprit du poète. Hartman partage cette vue : Lucy n'est présentée qu'à travers la vision que Wordsworth a d'elle, mais il ajoute qu'« elle fait partie d'une catégorie d'esprits qu'il convient à un certain point d'humaniser, ce qui expliquerait sa mort ».
Kenneth Johnston arrive à la conclusion que Lucy incarne la muse de Wordsworth et que les poèmes se présentent comme une série d'invocations à cette inspiratrice « dont on craint pour sa vie » (feared dead) : « ce ne sont pas des épitaphes empreintes de tristesse, écrit-il, […], mais d'une angoisse à vous couper le souffle, tant est vive la douleur ressentie par le narrateur à l'idée d'une possible perte : « Oh ! Quelle différence pour moi ! » ».
John Mahoney, quant à lui, tire la conclusion de toutes ces observations et explique que, quel que soit le modèle incarné par Lucy, Dorothy, Margaret ou une autre, l'important, c'est qu'elle représente « un être caché, apparemment parfait et seul au monde ». À cela s'ajoute le fait que sa totale insignifiance sur le plan public jure avec l'immense importance qu'elle revêt dans la sphère privée — à la fois, « fleur secrète » (a hidden flower) et « étoile scintillante » (a shining star). —, si bien que ni elle, ni les autres personnages féminins de Wordsworth « n'existent en tant qu'êtres humains indépendants capables d'émuler le poète » ni ne demeurent — à de rares expressions près — « autorisées à parler en leur nom propre ».
Johnston déclare que Les Poèmes de Lucy émanent d'un amant ayant longtemps contemplé sa bien-aimée de loin et aujourd'hui affecté par l'idée de sa mort ; en cela, ils ne diffèrent pas des textes composés par Wordsworth à Goslar qui concernent presque tous des gens décédés ou sur le point de mourir. Pour autant, les poèmes sont structurés de telle façon qu'ils ne visent pas une personne particulière ayant perdu la vie, mais un être censé représenter l'inspiration de l'auteur : il y a donc là une sorte d'allégorie incarnée par Lucy, que le poète « s'imagine morte » (feared dead), toujours représentée comme asexuée, en somme un pur « idéal ».
En effet, au fur et à mesure de la progression des poèmes, la voix de Wordsworth se fait plus discrète pour disparaître complètement au cinquième, comme si son amour surgissait d'une conception jungienne de son inconscient : Lucy devient alors un « esprit de la nature », ce qui n'enlève rien au chagrin personnel éprouvé, dont l'amant, d'ailleurs, ne connaît pas la source. Spencer Hall en conclut que l'humanisme du poète est d'essence « fragile ».
Toute cette attention portée aux questions biographiques paraît futile aux yeux de Geoffrey Durrant. Le problème est insoluble, pense-t-il, pour la bonne raison que Wordsworth n'avait personne de précis à l'esprit, ni Dorothy ni Annette Vallon, ni aucune autre jeune femme. Les Poèmes de Lucy, argumente-t-il, ne sont pas des confessions d'ordre personnel, mais des ballades lyriques présentant une histoire en vers de façon brève et dramatique, avec des renversements d'ordre ironique, des « découvertes » ; ainsi, les considérer comme des chants d'amour relève du contresens.

## Les poèmes

### J'eus plus d'un étrange délire
| Strange fits of passion have I known « Strange fits of passion have I known: And I will dare to tell, But in the Lover's ear alone, What once to me befell. When she I loved looked every day Fresh as a rose in June, I to her cottage bent my way, Beneath an evening-moon. Upon the moon I fixed my eye, All over the wide lea; With quickening pace my horse drew nigh Those paths so dear to me. And now we reached the orchard-plot; And, as we climbed the hill, The sinking moon to Lucy's cot Came near, and nearer still. In one of those sweet dreams I slept, Kind Nature's gentlest boon! And all the while my eyes I kept On the descending moon. My horse moved on; hoof after hoof He raised, and never stopped: When down behind the cottage roof, At once, the bright moon dropped. What fond and wayward thoughts will slide Into a Lover's head! "O mercy", to myself I cried, "If Lucy should be dead!" » | « J'eus plus d'un étrange délire Dans ma fièvre d'amour. Aux amoureux seuls j'ose dire Ce qui m'advint un jour. Quand Lucie était fraîche et rose Comme la rose en mai, J'allais à l'heure où tout repose Vers son toit bien-aimé. La lune brillait, ronde et pure, Sur les vastes prés nus. Mon cheval hâta son allure Dans les sentiers connus. Déjà nous montons la colline ; Voici l'enclos en fleur. La lune vers le toit s'incline Et baisse avec lenteur. Bercé par la si douce attente De l'instant précieux, Je suivais la lune éclatante Rêvement des yeux. Enfin, fendant l'air qu'il embaume Je longeais le jardin, Quand derrière le toit de chaume L'astre tomba soudain. Ô folie où l'amour emporte Le cœur et la raison ! « Mon Dieu ! Si Lucie était morte ! » Dis-je avec un frisson. » |

Sans doute le premier de la série, ce poème rend compte du pressentiment qu'éprouve le narrateur de la mort de sa bien-aimée. Il conte sa chevauchée d'amant qui rejoint la chaumière de sa belle. Le parcours est jalonné de pensées de plus en plus prégnantes au fur et à mesure que la lune plonge vers l'horizon.
Les sept strophes reflètent cet éventail d'émotions. La première comprend plusieurs formules dramatiques telles que J'eus plus d'un étrange délire ou Aux amoureux seuls j'ose dire, ce qui ne se répète pas dans les autres qui adoptent un ton plus tamisé. En cela, selon Hartman, la strophe diffère de la ballade lyrique et romantique proprement dite qui traite de destins réels ou légendaires souvent victimes de malheurs amoureux ou sociaux plutôt que de s'attarder à une humeur ou à un sentiment. En revanche, Durrant estime que celui-ci tient davantage de la ballade que les autres Poèmes de Lucy, ne serait-ce que parce que, comme l'indique son premier vers, le poète a connu d'étranges peurs et — comme le révèle le reste du poème — des absences que suivent des « révélations » (discoveries), par exemple le soudain pressentiment de la mort de Lucy.
De fait, uniquement mentionnée au dernier vers, la présence de la mort hante tout le poème. Alors que progresse le cavalier, l'astre de la nuit, qui symbolise la bien-aimée, chute inexorablement pour disparaître d'un coup à l'avant-dernière strophe. Que les deux symboles soient liés paraît évident, encore que les raisons de ce choix ne le soient pas. Plus qu'un symbole, la lune devient un acteur du drame intérieur, captivant l'attention du narrateur et suscitant son trouble. Une fois rendu à la cinquième strophe, il est plongé dans un état quasi somnambulique, les yeux rivés sur la lune déclinante mais immergé dans son rêve intérieur, et c'est son cheval qui suit le chemin (vers 17–20).
Wordsworth a procédé à de multiples révisions de ce poème. La première version date de décembre 1798 dans une lettre de Dorothy à Coleridge. Ce n'est qu'un brouillon, mais il diffère considérablement du résultat final par son énoncé et il y manque une strophe. Cependant, la présence de « seule l'oreille de l'amant » (the Lover's ear alone) implique déjà que nuls sinon ceux qui aiment ne peuvent comprendre la relation reliant la lune, la bien-aimée et la mort de cette bien-aimée. D'autre part, procédant en deux temps, Wordsworth supprime le dernier vers de la strophe finale, puis se débarrasse de la strophe tout entière :
| « I told her this; her laughter light Is ringing in my ears; And when I think upon that night My eyes are dim with tears » | Je le lui ai raconté ; son rire Sonne clair à mes oreilles. Et lorsque me revient cette soirée, J'ai les yeux embués de larmes. |

Cette dernière strophe jure en effet avec l'ensemble des poèmes consacrés à Lucy qui, en définitive, meurt comme l'imaginait l'amant, mais sans que le lecteur en soit d'emblée averti, plutôt conduit en douceur à cette conclusion. D'après Matlak, peu d'autres changements d'importance méritent d'être signalés, sinon que « Mon cheval poursuivit lourdement son chemin » (My horse trudg'd on) a laissé place à « Mon cheval hâta son allure / Dans les sentiers connus » (With quickening pace my horse drew nigh), ce qui souligne l'habitude du sentier partagée par la monture et l'attente impatiente de l'amant que ressent aussi l'animal.

### Elle demeurait le long de chemins que nul n'empruntait
| She Dwelt Among the Untrodden Ways « She dwelt among the untrodden ways Beside the springs of Dove, A Maid whom there were none to praise And very few to love: A violet by a mossy stone Half hidden from the eye! Fair as a star, when only one Is shining in the sky. She lived unknown, and few could know When Lucy ceased to be; But she is in her grave, and, oh, The difference to me! » | « Elle demeurait le long de chemins que nul n'empruntait Aux sources de la Colombe Une pucelle avec personne pour la louer Et bien peu pour l'aimer. Violette près d'une pierre moussue Presque dérobée à la vue, Belle comme l'étoile qui seule Luit au firmament. Elle vivait inconnue et peu surent Quant Lucy s'éteignit ; Elle est dans sa tombe, et oh ! Pour moi, quelle différence ! » |

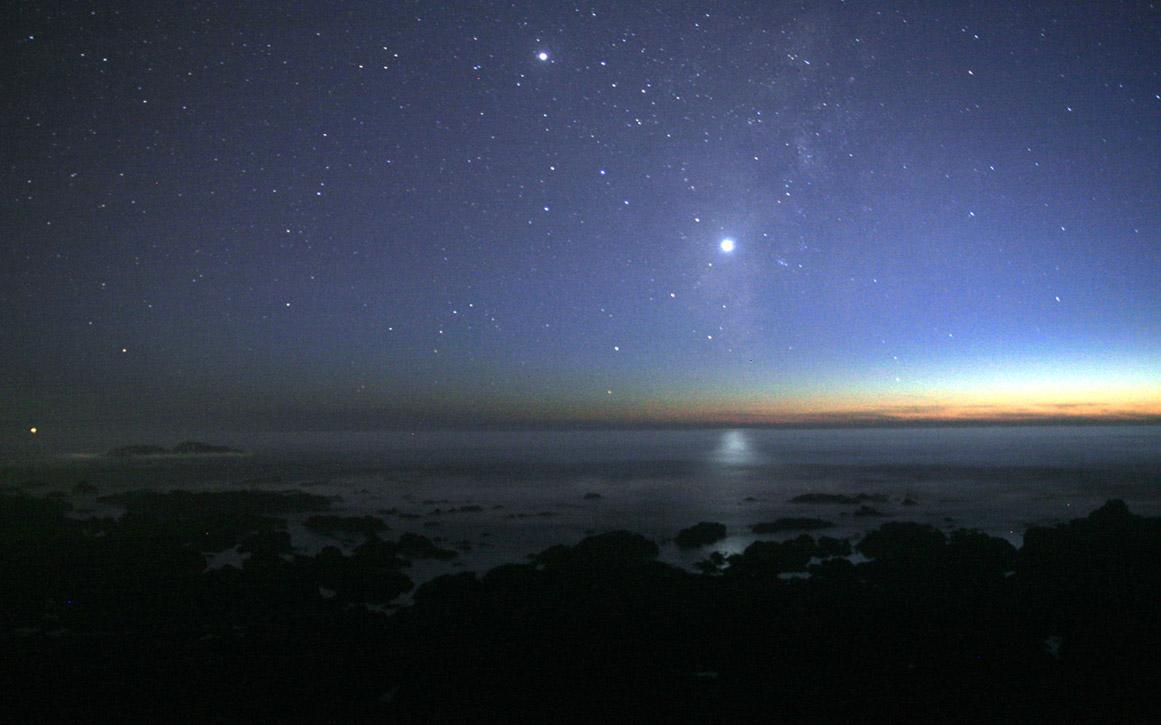
Vénus sur le Pacifique, en compagnie de Jupiter.

Ce court poème présente Lucy dans la solitude d'une campagne reculée, près des sources d'une rivière appelée « la Colombe » (Dove), soit celle du Derbyshire, soit celle du nord du Yorkshire, soit encore celle du Westmorland, toutes connues de Wordsworth. D'après Durrant, quelle qu'elle soit, chacune d'elles correspond au paysage qui est esquissé. Les vers sont écrits au passé ; Lucy n'est plus, confirme le dernier quatrain : c'est donc là qu'elle a grandi, atteint la perfection et trouvé la mort (growth, perfection, and death). Presque tous les mots dont se sert le poète sont monosyllabiques, ce qui, d'après Jones, crée une impression de « naturel empreint de dignité ».
Le premier quatrain associe la virginité des lieux, untrodden ways, c'est-à-dire littéralement « non foulés », autrement dit « vierges de pas », à l'innocence et la beauté de Lucy. Le second la compare à une fleur restée secrète, cachée aux regards impurs. Aucune action dans cette octave, la description suppléant à la narration et seul le dernier vers, en un flashback percutant de sobriété, laisse tomber le couperet : « Lucy n'est plus » (when Lucy ceased to be). Il y a là un effet rétroactif dont la force contamine l'ensemble, si bien que Jones peut écrire que le « poème se termine avant d'avoir commencé », et Margaret Oliphant que « Lucy meurt avant qu'on ait le temps d'entendre parler d'elle ».
Les « sentiers vierges » conduisant à la maison de Lucy sont à la fois symboliques de son isolement géographique et des mystères entourant sa vie et ses pensées. Le troisième quatrain, par son économie de moyens, participe de la simplicité que le poète voit en elle. Plus que d'une femme, c'est le portrait d'une fillette qui se dégage de ses vers : à cet égard, les tenants de l'icône littéraire, tel John Woolford, critiquent Wordsworth pour « l'avoir condamnée à mort avant de lui avoir conféré la plénitude, réelle ou symbolique, de la maternité ».

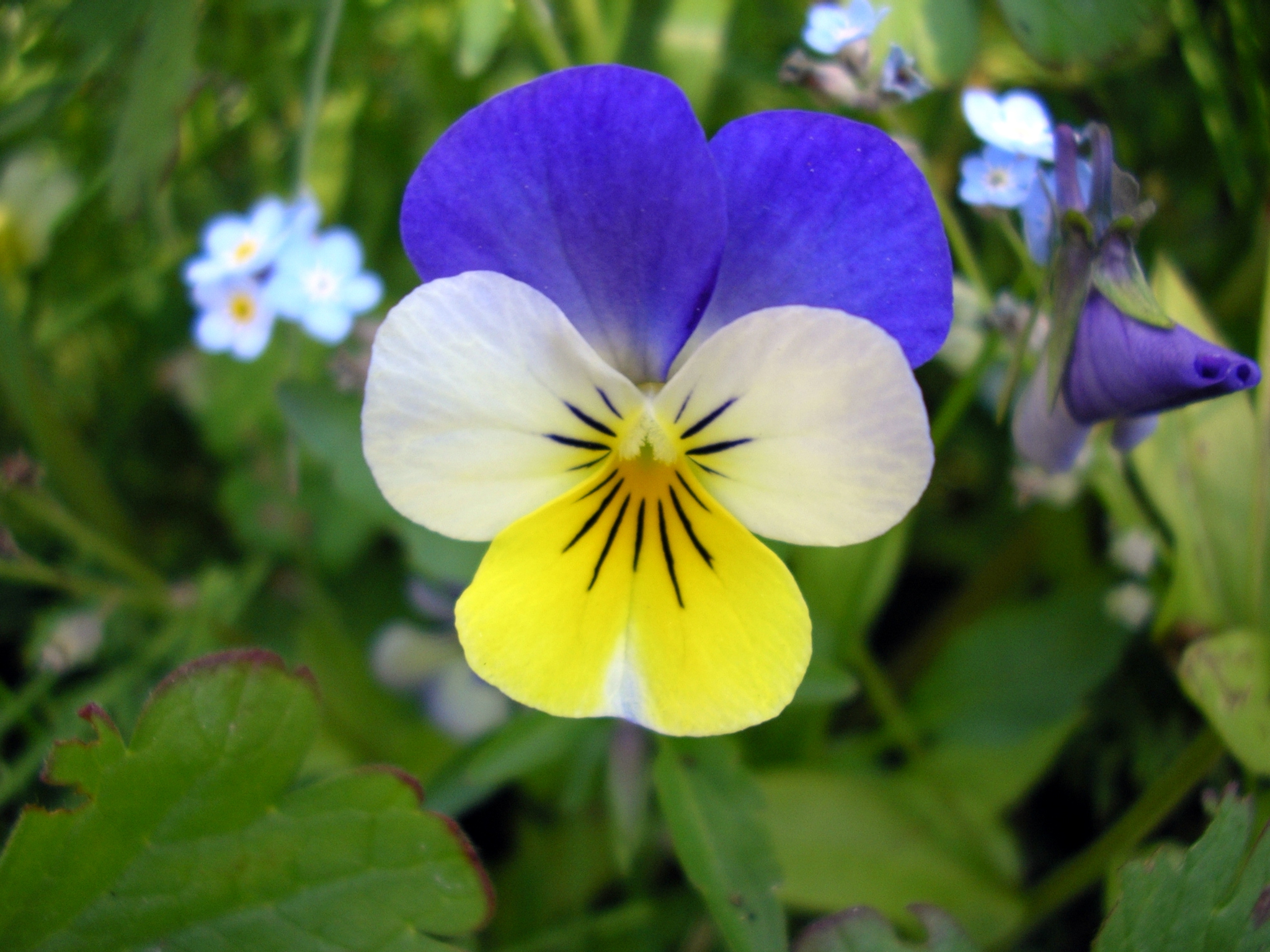
Violette, fleur.

Pour évoquer la beauté de corps et d'esprit de Lucy, Wordsworth utilise dans la deuxième strophe ce que Jones appelle « des images paradoxales » (paradoxical images), la violette solitaire et cachée, juxtaposée à l'étoile de Vénus, emblème de l'amour et première à percer la nuit. Se pose la question de savoir si Lucy ressemble plus à l'une qu'à l'autre : pour Cleanth Brooks (1906–1994), c'est l'étoile qui domine l'univers de Wordsworth, tout embuée de douceur et de pudeur, à la différence de l'arrogance qu'affiche le soleil ; ainsi, la fleur et l'astre s'équilibrent pour ensemble définir la situation : Lucy passe inaperçue, timide et soustraite au regard, mais au yeux de l'amant, elle reste unique, l'étoile solitaire du firmament. Brooks rapproche ce procédé de John Donne qui développe non sans ironie — à la différence de Wordsworth qui préfère ici la méthode de simple juxtaposition — l'image du couple ne représentant rien aux yeux du monde, mais devenu à ses propres yeux le monde de l'un et de l'autre ; Woolford, quant à lui, penche pour la violette dont le poète apprécie l'isolement et son osmose avec la nature.
Peu avant de composer la série des Lucy Poems, Wordsworth achète à Hambourg un recueil de ballades lyriques anglaises (Reliques of Ancient English Poetry) de l'évêque Thomas Percy (1729–1811). Dans Elle demeurait, l'influence de la ballade populaire à l'anglaise se révèle dans le mètre, le rythme et la structure. La strophe suit le schéma a4–b3–a4–b3 et se conforme au récit habituel d'une histoire à composante dramatique. Comme Durrant le fait observer : « Confondre le mode narratif des Poèmes de Lucy avec celui d'un banal poème d'amour revient à ne point tenir compte de leur structure qui, à l'instar de la ballade traditionnelle, consiste à raconter une histoire aussi brièvement et audacieusement que possible ». Kenneth et Warren Ober vont jusqu'à comparer les premiers vers de cette strophe à la ballade Katharine Jaffray et y notent plusieurs points de ressemblance dans la structure, le rythme et l'imagerie :
| Katharine Jaffray « There livd a lass in yonder dale, And doun in yonder glen, O. And Katherine Jaffray was her name, Well known by many men, O. » | She dwelt « She dwelt among the untrodden ways Beside the springs of Dove, A maid whom there were none to praise And very few to love ; » |

| Katharine Jaffray Elle vivait dans ce lointain vallon, Très encaissé, là-bas, Oh. Katherine Jaffray était son nom Que bien des hommes connaissaient, Oh. | Elle habitait Elle vivait de par les chemins inviolés Auprès des sources de la Colombe, Une pucelle que personne ne louait Et que bien peu aimaient ; |

Le narrateur, semble-t-il, a observé Lucy, mais se concentre plus sur ses propres réflexions et méditations que sur ces observations elles-mêmes. D'un bout à l'autre du poème, s'entremêlent tristesse et extase, ce qu'accentuent encore les points d'exclamation des deuxième et troisième vers. Telle est la raison pour laquelle Carl Woodring écrit que ce poème, comme tous les autres de la série, constituent une élégie ayant pour thème une sombre méditation sur la mort. L'ensemble, poursuit-il, possède « la parcimonie et le style sobre des épitaphes de la mythologie grecque […] ; si toutes les élégies se destinent à atténuer la violence de la mort, les Poèmes de Lucy, eux, se résument à des méditations sur la simple beauté, magnifiée par la distance et par la mort elle-même repoussée par cette même distance ».
Un premier brouillon de ce poème contient des strophes que Wordsworth écarte ensuite ; les ultimes révisions accentuent le chagrin du poète en supprimant nombre d'images florales :
| « My hope was one, from cities far, Nursed on a lonesome heath; Her lips were red as roses are, Her hair a woodbine wreath » | Elle était mon espérance, grandie Loin des cités, sur une lande désolée ; Des lèvres rouges comme la rose, Les cheveux une couronne de chèvrefeuille. |

Une quatrième strophe, elle-même éliminée, donnait une explication de la manière dont Lucy allait mourir : « Un lent dépérissement éteignit sa fraîche beauté / Et bientôt, sur la lande elle mourut ».

### Avant de voyager sur terre
| I travelled among unknown men « I travelled among unknown men, In lands beyond the sea; Nor, England! did I know till then What love I bore to thee. 'Tis past, that melancholy dream! Nor will I quit thy shore A second time; for still I seem To love thee more and more. Among thy mountains did I feel The joy of my desire; And she I cherished turned her wheel Beside an English fire. Thy mornings showed, thy nights concealed, The bowers where Lucy played; And thine too is the last green field That Lucy's eyes surveyed. » | « Avant de voyager sur terre Vers de lointains sommets, Je ne savais pas, Angleterre, À quel point je t'aimais. Il est pas de triste rêve, C'est fini pour toujours, Je ne veux plus quitter ta grève, Pays de mes amours ! Dans tes vallons ; sur ta falaise Lucie enfant jouait ; C'est dans une chaumière anglaise Que chanta son rouet. Sa tombe est à toi, ma patrie, Couverte par tes cieux, À toi ma dernière prairie Qui réjouit les yeux. » |

Dernier de la série à être composé, ce poème est le seul à ne pas être inclus dans la deuxième édition des Ballades lyriques. Alors que Wordsworth a toujours prétendu l'avoir écrit pendant son séjour en Allemagne, il date en réalité d'avril 1801, comme en témoigne une lettre de l'auteur à Mary Hutchinson où il est décrit comme « nouvellement composé » (recently composed). En 1802, Wordsworth donne comme instruction à son éditeur de le placer immédiatement après Un sommeil scellait mon esprit, mais il se trouve finalement omis et n'est publié qu'en 1807 dans Poèmes, en deux volumes (Poems, in Two Volumes).
Jones écrit que ces vers ont souvent été interprétés comme une déclaration d'amour de Wordsworth à sa patrie, l'Angleterre, sa terre natale, et l'expression de sa détermination à ne plus jamais la quitter. Les deux premières strophes semblent se référer à l'expérience personnelle du poète, particulièrement à la fierté qu'il éprouve envers la beauté des paysages anglais. D'après Jones, il s'agit uniquement de l'Angleterre physique dont il est question ici, non pas de l'entité politique qu'elle représente, hypothèse d'autant plus plausible que le poème a été rattaché à la série consacrée à Lucy.
Ce n'est que dans la seconde partie qu'apparaît Lucy alors que la nature se joint au poète pour porter le deuil de sa disparition, auquel le lecteur est convié pour partager le chagrin affectant l'univers tout entier. Bien qu'ayant été composé deux ans après les autres poèmes, celui-ci rejoint, par sa langue et sa tonalité, les premiers vers de la série. Nulle précision concernant Lucy, ce qui est en contradiction avec la préface des Ballades lyriques qui assure le lecteur que tous les poèmes se fondent sur des faits (founded on fact). Une fois encore, approfondir le personnage — ou localiser les sources de la rivière — n'ont aucune incidence sur l'empathie du lecteur pour les sentiments évoqués.

### Parmi les libres monts trois ans elle grandit
| Three years she grew in sun and shower « Three years she grew in sun and shower, Then Nature said, "A lovelier flower On earth was never sown; This Child I to myself will take; She shall be mine, and I will make A Lady of my own. Myself will to my darling be Both law and impulse: and with me The Girl, in rock and plain, In earth and heaven, in glade and bower, Shall feel an overseeing power To kindle or restrain. She shall be sportive as the fawn That wild with glee across the lawn Or up the mountain springs; And hers shall be the breathing balm, And hers the silence and the calm Of mute insensate things. The floating clouds their state shall lend To her; for her the willow bend; Nor shall she fail to see Even in the motions of the Storm Grace that shall mould the Maiden's form By silent sympathy. "The stars of midnight shall be dear To her; and she shall lean her ear In many a secret place Where rivulets dance their wayward round, And beauty born of murmuring sound Shall pass into her face. And vital feelings of delight Shall rear her form to stately height, Her virgin bosom swell; Such thoughts to Lucy I will give While she and I together live Here in this happy dell." Thus Nature spake—The work was done— How soon my Lucy's race was run! She died, and left to me This heath, this calm and quiet scene; The memory of what has been, And never more will be. » | « Parmi les libres monts trois ans elle grandit À la pluie, au soleil. La Nature alors dit : Ô belle fleur à peine éclose ! Cette enfant sera mienne et je l'adopterai, Et je veux lui donner, modelée à son gré, La noblesse dont je dispose. Je veux être pour elle impulsion et loi, Oui, je veux que vivant à toute heure avec moi, Et vivant aux lieux où je règne, Dans les cieux ou les monts, les champs ou les forêts, Elle sente un Pouvoir au regard toujours près Qui enflamme ou qui la contraigne. Elle sera pareille au faon grisé d'air pur Qui bondit dans les prés, ou pour boire l'azur Vers le sommet des monts s'élance ; Elle aura le parfum des fleurs qui s'exhale des bois, Le doux parfum des fleurs sans pensée et sans voix, Elle aura leur joyeux silence. La souplesse du saule incliné par les vents, La lente majesté des nuages mouvants Composeront son attitude ; Et même à voir l'Orage au vol épouvanté Son jeune et tendre corps prendra de la beauté La mystérieuse habitude. Je veux lui faire aimer les étoiles des nuits, Et pensive, fêter l'oreille aux vagues bruits, À ce capricieux murmure Venu des deux secrets où dansent les ruisseaux ; Et la grâce qui naît du murmure des eaux Se répandra sur sa figure. Aspirés à longs traits, le bonheur et l'air sain Grandiront sa stature et gonfleront son sein De jeune vierge vigoureuse, Je veux ainsi l'instruire et la former ainsi Pendant que nous vivrons toutes les deux ici Dans cette solitude heureuse. » Ô Nature ! pourquoi celle que tu formais, Celle que j'aime, est-elle endormie à jamais ? Je suis seul dans le val champêtre, J'erre seul sur la lande où riait notre amour, – Avec le souvenir de ce qui fut un jour Et qui ne peut plus jamais être. » |

Composé entre le 6 octobre et le 28 décembre 1798, ce poème dépeint les relations que Lucy entretient avec la nature par une série d'antithèses réduites à deux mots mis face à face, sun and shower (« soleil et averse »), law and impulse (« loi et pulsion »), earth and heaven (« terre et ciel »), kindle and restrain (« allume et étouffe »), véritables chocs verbaux exprimant les forces adverses inhérentes au cosmos. L'enjeu de cette confrontation est Lucy en personne qui apparaît unie à la nature par le mariage, tandis que l'amant reste seul à la pleurer tant il sait que la mort l'a séparée de l'humanité. À cet égard, le poème se présente à la fois comme un épithalame et une élégie.

### Un sommeil scellait mon esprit
A slumber did my sprit seal
| « A slumber did my spirit seal; I had no human fears: She seemed a thing that could not feel The touch of earthly years. No motion has she now, no force; She neither hears nor sees; Rolled round in earth's diurnal course, With rocks, and stones, and trees. » | « Un sommeil scellait mon esprit Je n'avais plus de peurs humaines : Elle semblait être une chose qui ne pouvait sentir La main des années terrestres. Pour elle maintenant, ni mouvement, ni force, Elle n'entend ni ne voit Emportée dans la volte diurne de la terre, Avec rochers, pierres et arbres. » |

Un sommeil scellait mon esprit se compose de deux strophes de quatre vers. La première est lente et son rythme songeur tend à dépeindre, en un mélange de langue littérale et figurative, l'image nébuleuse d'« une jeune fille insensible aux caresses des ans ». La deuxième se décline sur le même ton tranquille d'inviolable innocence, mais en même temps, le narrateur ne témoigne aucune amertume ou rancœur ; il se console seulement dans la certitude que Lucy, désormais située au-delà du brouhaha des choses, s'est enfin « enracinée sans vie dans les structures intimes de la nature ». Le dernier vers, particulièrement minéral, jonché de rocs et de pierres, rappelle la finitude de l'être de Lucy.
De fait, Durrant souligne ce qu'il appelle la particulière « compression » de ce poème dont le renversement se situe dès la fin de la première strophe, soit à mi-chemin du court ensemble, avec une force peu commune : Lucy, y est-il révélé, est devenue une « chose » (a thing) implacablement soumise à la machinerie de l'univers, telle une moraine ou une simple pierre : ainsi, le statut spécial que le poète lui a conféré n'aura-t-il été qu'une illusion.

### Séquence des poèmes

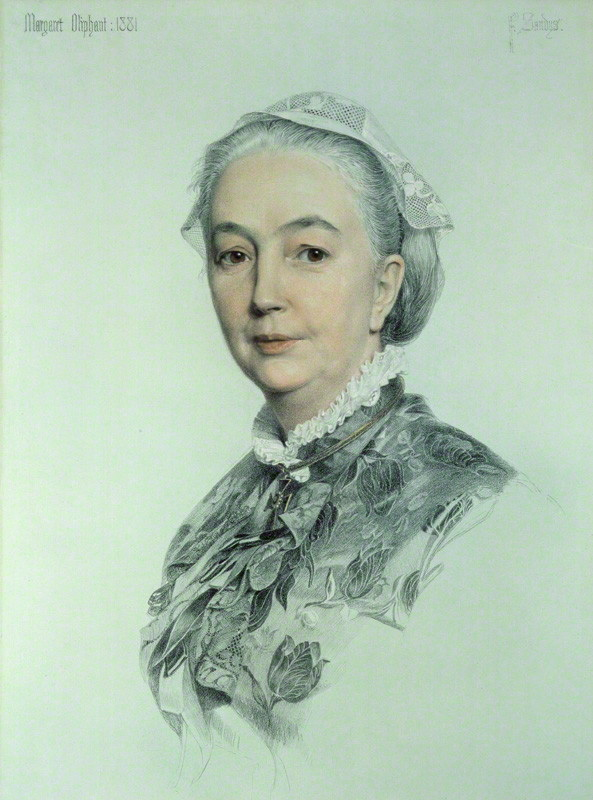
Margaret Oliphant, fusain par Frederick Augustus Sandys (1829–1904), 1881.

Les poèmes partagent des traits thématiques et stylistiques évidents. Pourtant, ce n'est pas Wordsworth qui les a réunis sous le titre de Les Poèmes de Lucy. Il les a disséminés dans son œuvre, isolés les uns des autres, mais lorsque le critique Thomas Powell propose en 1831 la création d'une séquence, il ne s'y oppose pas, sans pour autant donner suite. Trente années plus tard en 1861, onze après sa mort, Margaret Oliphant remet la question à l'ordre du jour dans un essai, et cette même année, Francis Palgrave (1788–1861) compile son annuel Livre d'or de la poésie anglaise (Golden Treasury) en retenant quatre poèmes, J'eus plus d'un étrange délire se voyant délaissé. En définitive, ce sont Matthew Arnold (1822–1888) et Margaret Oliphant qui ont réuni les cinq poèmes restés épars.
Ce groupement de cinq poèmes a fait l'objet d'âpres débats dans les cercles littéraires. D'aucuns ont même voulu ajouter d'autres compositions à la séquence, par exemple Alcaeus to Sappho, Among all lovely things, Lucy Gray, Surprised by joy, Tis said, that some have died for love, Louisa, Nutting, Presentiments, She was a Phantom of delight, The Danish Boy, The Two April Mornings, To a Young Lady, and Written in Very Early Youth. Aucune de ces propositions n'a suscité plus qu'un intérêt de salon, tant il est vrai, comme le souligne Jones, que les cinq poèmes retenus concernent Lucy — même Un sommeil qui ne mentionne pas son nom —, traitent des thèmes de la beauté sauvage, de l'amour impossible, de la nature envoûtante et de la mort, d'abord pressentie, puis confirmée, et se conforment aux règles de la ballade poétique.
Si Un sommeil ne fait aucune mention de Lucy, le poème se voit choisi par Wordsworth pour figurer dans les Ballades lyriques entre J'eus plus d'un étrange délire et Elle demeurait. D'autre part, Avant de voyager est adressé par Wordsworth à Mary Hutchinson, son amie d'enfance et future épouse, avec une note spécifiant qu'il doit être lu après Elle demeurait. Le biographe de Coleridge James Dykes Campbell écrit que Wordsworth a spécifié que Avant de voyager doit suivre Un sommeil, ce qui établit, selon lui, la relation entre les deux. Le problème de l'inclusion ou non de certains poèmes se complique d'autant que Wordsworth revient finalement sur les instructions qu'il a données et ne publie pas Avant de voyager dans les deux éditions des Ballades lyriques qui suivent.
L'édition de 1815 range les poèmes sous les rubriques « Poèmes fondés sur les affections » (Poems Founded on the Affections) (J'eus plus d'un délire, Elle demeurait et Avant de voyager) et « Poèmes fondés sur l'imagination » (Poems of the Imagination) (Trois années et Un sommeil). Ainsi, les deux poèmes composés comme dans un rêve, J'eus plus d'un étrange délire et Un sommeil, encadrent ce choix et représentent les deux expériences majeures de l'ensemble du récit. De plus, comme Avant de voyager est le dernier poème à avoir été écrit, il s'impose comme une conclusion d'ordre symbolique, autant sur le plan thématique qu'émotionnel, à la série des Poèmes de Lucy.

## Interprétation
La thématique courant dans Les Poèmes de Lucy se résume à deux pôles essentiels, la nature et la mort.

### Nature

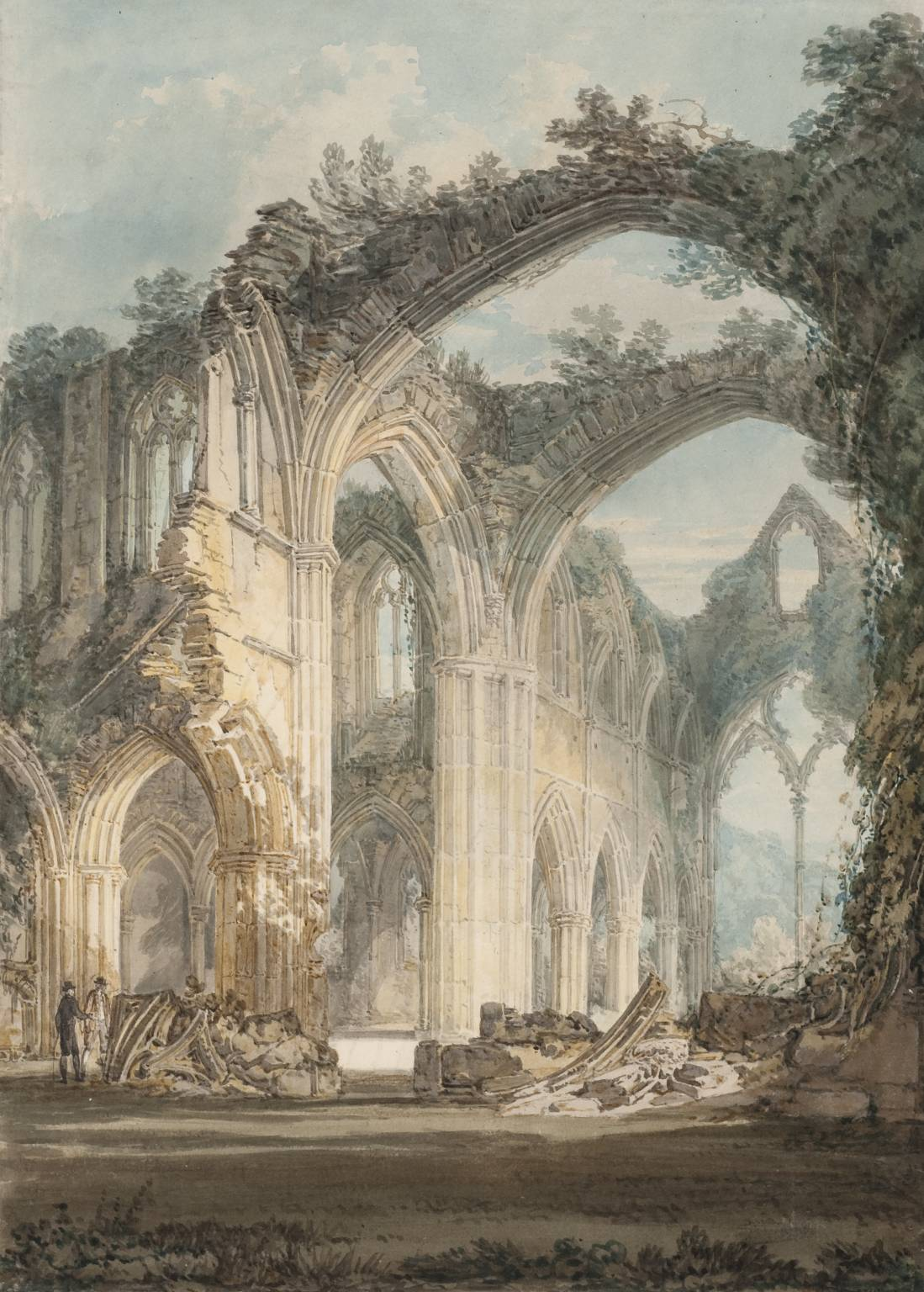
Tintern Abbey, face à l'Est, par William Turner en 1794.

Lacey fait remarquer que Wordsworth a bâti sa réputation en tant que « poète de la nature » (the poet of nature). Ses premières œuvres, telles que Tintern Abbey, sont des odes composées d'après ses rencontres avec la nature et prolongées en des méditations lyriques sur le monde naturel. Le poète a lui-même écrit qu'enfant et adolescent, la nature suscitait déjà en lui « appétit, sentiment et amour », mais bien peu de temps après, il proclame également dans sa préface des Ballades lyriques son désir d'évoquer « la triste et calme musique de l'humanité ».
Jones explique que les cinq Poèmes de Lucy sont souvent considérés comme les vecteurs des vues contradictoires de Wordsworth sur la nature et aussi de ses méditations sur le cycle de la vie. Nature et humanité se trouvant intimement liées dans l'esprit du poète, Lucy apparaît, selon Hartman, comme un passage de l'un à l'autre, un « être hybride, à la fois lutin et humain, sans pour autant les devenir tout à fait ; semblable à ces êtres mythiques qui ontologiquement restent à mi-chemin du vivant ou participent de plusieurs champs existentiels ».
D'après Beer, le paradoxe s'exprime aussi dans la douleur de sa perte, emphatiquement exprimée, mêlée à la complétude de sa vie, seulement suggérée : élevée par la nature, écrit-il, c'est dans le souvenir d'autrui qu'elle survit ; quant au poète-écrivain américain David Ferry(1924 -), il va plus loin lorsqu'il explique que « plus qu'un être humain, elle apparaît comme un compendium de la nature […] sa mort se justifie après tout, puisqu'en mourant elle n'a fait qu'un avec un processus naturel qui l'a terrassée tout en l'ennoblissant jusqu'au fantasme ».
Cleanth Brooks attribue à certains poèmes une fonction singulière : par exemple, J'eus plus d'un étrange délire représenterait « les bienfaits d'une nature généreuse » (Kind Nature's gentlest boon), Trois années sa « dualité » et Un sommeil « le fatras des choses » (the clutter of natural things). Mahoney voit dans Trois années une nature au masculin bienveillante, une sorte d'être suprême créateur qui façonne Lucy jusqu'à ce qu'elle ne fasse plus qu'un avec lui. Pourtant, après la mort de Lucy, le poème change soudain de cap et lui confère l'immortalité, à l'égal de la divinité qui l'a prise sous son aile,.
La nature se présente comme une force bienveillante ou au contraire une puissance du mal, parfois indifférente au bien-être de l'humanité au point de « trahir le cœur qui l'aime ».
Pour évoquer ces notions, le poète se sert d'images destinées à couper Lucy de la réalité : par exemple, selon Frances Ferguson, « les comparaisons et les métaphores relatives à la fleur solitaire tendent à gêner plus qu'aider à visualiser une véritable femme ». Ainsi, les fleurs ne décrivent pas une partie de son corps, son teint, la couleur de ses joues, mais « s'amplifient jusqu'à l'absorber tout entière […] et le simple fait de les avoir mentionnées semble les avoir écartées de leur but initial, la description de Lucie ».

### Mort
Les poèmes écrits par Wordsworth à Goslar se préoccupent tous de la mort. Ceux qui sont consacrés à Lucy ne font pas exception et, d'après Johnston ou Hayden, ils cernent mal la différence existant entre mourir et être mort, ; tous demeurent dans l'ambiguïté lorsqu'il s'agit de faire la part du sublime et du néant, surtout quand il est question de traiter poétiquement de la mort d'une jeune femme intimement liée à la nature. D'après Hartman, ils évoquent plutôt un rite de passage entre l'innocence de l'enfance et la corruption de la maturité, « changement radical de conscience exprimé de façon à-moitié mythique » Il est remarquable que si le narrateur est profondément affecté par la mort de Lucy dans Elle demeurait (Oh, the difference to me!), dans Un sommeil, le sommeil ou la rêverie lui épargnent le traumatisme auquel il était promis.
De fait, le lecteur n'a pas de prise directe sur les poèmes et les événements qu'ils sont censés rapporter, toute information passant par le filtre de la conscience du narrateur. Certes, la mort de Lucy implique que la nature peut donner à chacun sa part de souffrance, même à ceux qui l'ont aimée. Selon H. W. Garrod (1878–1960), « en vérité, […] il n'y a nulle antithèse pour Wordsworth entre la perfection de Lucy dans la nature et sa disparition ».
Hartman reprend et développe le point de vue en associant la paire « nature-mort » à l'art en général. D'après lui, « Lucy vivante est un ange-gardien, non pas d'un endroit particulier, mais de la terre anglaise tout entière, alors que Lucy morte a toute la nature comme monument […], la séquence des poèmes étant une version humanisée de la mort de Pan, une lamentation sur la déliquescence du sentiment de la nature en Angleterre. Wordsworth craint que l'esprit même de sa poésie ne soit éphémère et il refuse la distinction entre sa disparition en lui et son déclin historique ».

## Forme
Outre les commentaires réservés à l'ensemble de la poésie de Wordsworth, deux points plus spécifiques des Poèmes de Lucy retiennent l'attention des critiques, l'ironie et l'hermétisme. La première est essentiellement analysée par Cleanth Brooks et le second par Mikyung Park. Enfin, outre les nombreuses analyses du style de Wordsworth, la décantation du style propre à ces cinq poèmes relève de procédés analysés dans divers pages web, en particulier owleyes.

### Ironie
Cleanth Brooks se focalise sur le contraste entre la violette et l'étoile. L'opposition implicite, rappelle-t-il, remonte à John Donne qui la développe souvent avec ironie, tandis que Wordsworth ne poursuit pas ce potentiel qui aboutirait à l'annihilation du contraste initial et montrerait en définitive que la violette est semblable à son antithèse ou vice-versa.
Pourtant, si la juxtaposition domine chez lui, le potentiel ironique n'est point totalement ignoré, par exemple dans Un sommeil scellait mon esprit où l'absence de sensibilité chez l'amant aux signes de mortalité « est présentée comme une léthargie de l'esprit […] [il] ne pense pas à s'inquiéter pour celle qui ne peut être touchée par les « années terrestres » […] [il] a développé […] un contexte visant à tirer les « peurs humaines » dans des directions opposées. »
Si dans la deuxième strophe, l'ironie devient plus explicite dans la mesure où cette fois c'est son esprit à elle qui est scellé à jamais, ce sommeil contre nature a sorti l'amant de son propre songe. Là s'arrête le processus : Wordsworth tente de transmettre une petite part de la douleur brutale ressentie face à l'immobilité de Lucy, « son irréversible inertie. » Pour cela, il l'imagine comme emportée par un courant, celui-là même qui anime les pierres, prises dans le tourbillon diurne de la terre ; au sein de cette violence, l'image garde l'impression de l'inertie et de l'impuissance : la jeune fille retombe dans le désordre des choses minérales ou végétales (l'arbre accroché au roc). Ce tourbillon est absurde, à jamais répété de manière mécanique, mais la jeune Lucy qui semblait ne pas sentir la main des années terrestres se trouve soumise au temps de la terre, au temps cosmique, dans son expression « la plus puissante et la plus horrible. » Ainsi, bien que le verbe « sentir » ne soit point répétée et qu'à la place, le narrateur écrive « Elle n'entend ni ne voit », la déclaration de la première strophe « se réalise à la lettre dans la seconde, mais son sens est ironiquement renversé. »

### Difficulté poétique
L'analyse de Mikyung Park porte essentiellement sur la dichotomie qui s'opère entre la notion de deuil et le langage employé par Wordsworth.
Que Wordsworth ait qualifié ces poèmes d'expérimentaux dans l'« Avertissement » et la « Préface » des Ballades lyriques, donne déjà la mesure de la difficulté poétique à laquelle il s'expose en se démarquant de la notion conventionnelle de la poésie, ce que Christie appelle un processus de « défamiliarisation ». À ce titre, Les Poèmes de Lucy s'inscrivent d'emblée dans l'hermétisme en se focalisant sur un personnage énigmatique que traite un style ascétique et ambigu. Comme le souligne Park en effet, le persona éprouve un chagrin somme toute détaché, si bien que se crée une dichotomie bizarre entre l'atmosphère de deuil et une langue qu'entraîne un discret souffle de gaieté.
D'autre part, selon William Hazlitt, « le mélange d'une simplicité apparente et d'un redoutable hermétisme », rend l'accès à Wordsworth d'autant plus difficile, en particulier pour le lecteur de l'époque soudain projeté dans une forme d'écriture moderniste. La difficulté se trouve d'autant renforcée dans le cas des Poèmes de Lucy que Wordsworth destine non pas aux classes éduquées, mais au lecteur « ordinaire » (common). Il y a là un paradoxe : son style se veut « simple », mais chaque vers ajoute pourtant à l'obscurité du discours. Aussi le public se voit-il doublement désarçonné, qu'il reste fidèle aux modèles traditionnels issus du XVIIIe siècle, ou qu'il soit le bénéficiaire désigné de ces vers nouveaux.
De plus, bien que chaque poème ait été publié de façon quasi isolée, la lecture de l'un dépend de celle des autres. Autrement dit, il est impossible de ne pas tenir compte de l'intertextualité qui, paradoxalement, renforce l'incertitude de l'ensemble tout en en rendant possible la reconstruction.
Autre écueil, les poèmes présentent une réelle incongruité dans leur traitement du deuil : il existe en effet une « mystérieuse tension » (uncanning tension) entre une humeur sombre et un parler somme toute gai évoquant le plaisir esthétique plutôt que le déplaisir ressenti à la perte d'un être cher. À cet égard, Glen revient sur les trois Poèmes de Lucie publiés dans le deuxième volume des Ballades lyriques qu'elle considère comme « l'ensemble personnel le plus énigmatique de toute l'œuvre de Wordsworth ». Ou alors, l'amant ne prend conscience de ce manque qu'après-coup, car la séquence des poèmes se poursuit et, en ce sens, Ferguson pense qu'elle défie le sens de la temporalité humaine.

### Divers procédés stylistiques et prosodiques
Plusieurs exemples de comparaison et de métaphore émaillent les poèmes. Ainsi, dans J'eus plus d'un étrange délire, le narrateur compare Lucy à une rose de juin (a rose in June) : comme dans les vieilles chansons anglaises qui portent ce titre, il y a là des échos de la tradition de l'amour courtois par la constitution d'un « blason », c'est-à-dire une surcharge métaphorique sur l'objet aimé. En général, ce blason se voit associé à son opposé, soit un « contre-blason » qui prend le parti de la satire, ce qui se produit ici, car alors qu'avance le poème apparaît la fragile incongruité de la rose de juin.
De la même façon, dans Je voyageais, le champ de verdure (green field) vers lequel Lucy tourne le regard en vient à symboliser le paysage anglais tout entier comme l'une des sources privilégiées de l'inspiration. S'opère alors une fusion entre les deux éléments jusqu'à ébaucher une figure allégorique mixte des décors naturels et la création poétique, lien qui n'est rompu qu'après la mort de Lucy.
Des jeux euphoniques se cachent sous la décantation du style. Par exemple, à nouveau dans J'eus plus d'un étrange délire, la lune s'enfonce sur l'horizon tout en guidant l'amant jusqu'à la chaumière de sa bien-aimée. Pour souligner ce rôle, Wordsworth joue sur les allitérations : The 'sinking 'moon to 'Lucy's 'cottage combinant la répétition des [s], [n], [t] renforcée par la rudesse du [k] de [c]ottage, et entre ces consonances heurtées s'interpose l'assonance des longs [u:] de m[u:][oo]n et de L[u:][u]cy. » .
Les vers sont de facture iambique ([u —]), mais Wordsworth n'hésite pas à utiliser la substitution trochaïque. Ainsi, J'eus plus d'un étrange délire offre l'exemple de « My 'horse moved 'on, 'hoof af'ter 'hoof / He 'raised, and 'never 'stopped » ([traduction littérale libre] Mon cheval continua son chemin, sabot après sabot / Il leva, sans jamais s'arrêter). Après le premier segment, le rythme est rompu par l'intrusion d'un trochée ([— u]) dans hoof after hoof, comme si un cahot accélérait soudain le mouvement.
D'autre part, toujours dans le même poème, le schéma rythmique est conçu comme un chant, une « ballade » avec un agencement de rimes en ABAB et une succession de tétramètres et de trimètres, soit quatre temps suivis de trois. Le poème se trouve ainsi mu par un élan intérieur qu'agrémente le bonheur mélodique de l'ensemble des vers,,.

## Réception critique
Dorothy Wordsworth est la première à mentionner les poèmes dans une lettre destinée à Coleridge de décembre 1798 : « J'eus plus d'un délire, écrit-elle, […] est l'un de mes préférés, préférés de moi, Dorothy ».
Hormis les notes ou lettres de Wordsworth et de sa sœur, c'est après la mort du fils de Coleridge, Berkely, survenue en avril 1799, que les poèmes se trouvent directement cités. Coleridge est encore en Allemagne et reçoit la nouvelle par une lettre de son ami Thomas Poole qui, pour exprimer ses condoléances, se tourne vers Un sommeil et ajoute : « Je suis dans la perplexité et la tristesse, et il me suffirait d'un rien pour que je verse des larmes ; car pour ce pauvre bébé, je n'ai encore « pu » pleurer — Oh ! Quelle étrange, quelle étrange, quelle étrange chose est la mort, qui nous donne le tournis tant elle nous plonge dans l'insécurité et dépouille de leur substance les êtres qu'on a un jour tenus dans les bras —. Il y a quelques mois, Wordsworth m'a transmis l'une des plus sublimes épitaphes ; qu'elle soit fondée sur les faits réels, je ne saurais dire. Sans doute en un moment de profonde détresse a-t-il songé à l'instant même où sa sœur pouvait mourir ».

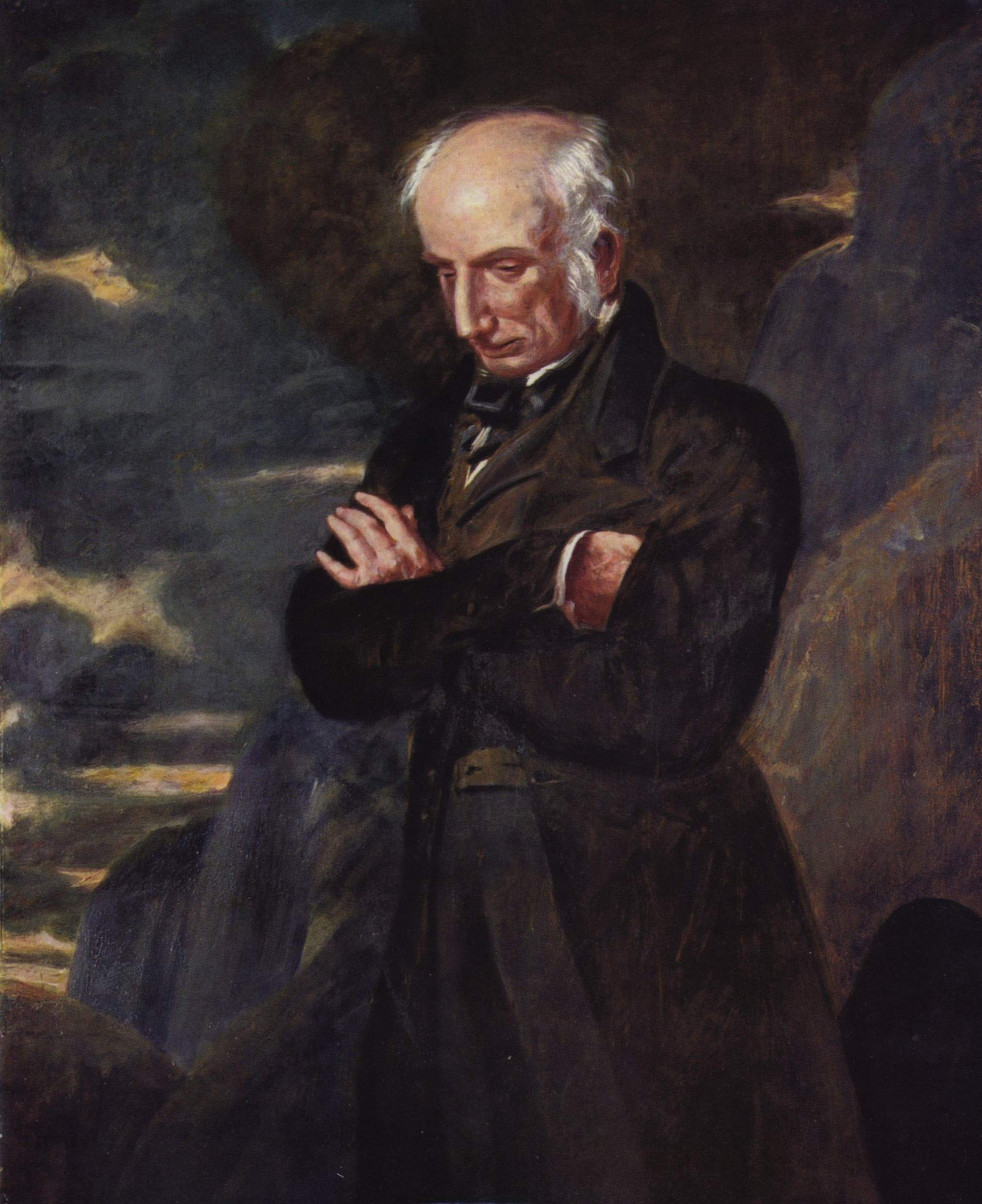
Wordsworth sur le mont Helvellyn dans le Lake District, par Benjamin Haydon, 1842.

En 1801, l'essayiste Charles Lamb (1775-1834) écrit à Wordsworth pour lui dire que de toutes les Ballades lyriques, Elle demeurait figure parmi ses poèmes préférés. De même en est-il pour le poète-phare du romantisme anglais John Keats (1795-1821) et aussi pour Henry Crabb Robinson (1775-1867), surtout connu pour ses journaux intimes. « [le poème], écrit ce dernier, donne l'impression profonde de la perte d'un objet très mystérieux auquel l'on est tendrement attaché, [et] le contraste entre la force apparente de la passion et l'insignifiance de l'objet de cette passion est conçu de façon fort charmante ».
Outre les commentaires de bouche à oreille et échangés par correspondance, bien peu de comptes rendus sont publiés à la parution. Se détache cependant le journaliste John Stoddart (1773–1856) qui voit en J'eus plus d'un étrange délire et Elle demeurait « les exemples les plus notoires d'un pathos sans prétension, mais irrésistible ». Moins élogieux est le compte rendu anonyme de l'édition Poems in Two Volumes de 1807 qui écrit que À travers les monts n'est qu'« encore une enfilade de platitudes à propos de Lucy suivie d'une « ode au Devoir ». ».

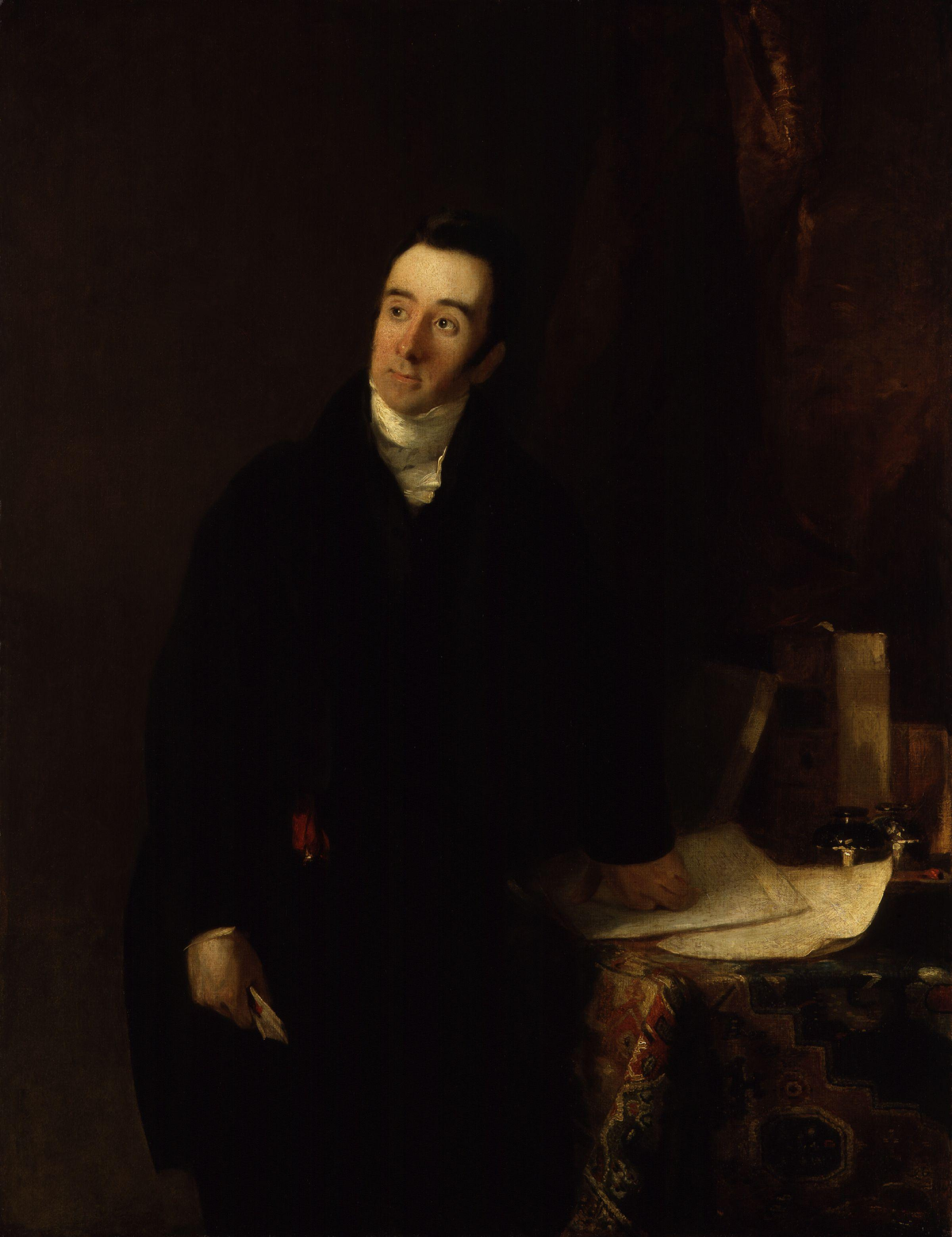
Francis Jeffrey, Lord Jeffrey, par Andrew Geddes.

Le critique Francis Jeffrey commente en 1808 le poème J'eus plus d'un étrange délire et s'écrie avec sarcasme « Mr Wordsworth […] a pensé qu'il était opportun d'écrire un poème illustrant un sujet des plus importants par une seule réflexion. Un amoureux trotte à tout-va pour rendre visite à sa maîtresse un beau soir et passe son temps à contempler la lune. Arrivé à la porte, il s'écrit « Ô pitié ! Ô pitié, me dis-je / Et si Lucy était morte ! » ; ainsi se termine le poème ».
Bien des critiques victoriens apprécient l'émotion qui se dégage des poèmes, en particulier de J'eus plus d'un étrange délire : John Wilson par exemple, ami personnel de Wordsworth et de Coleridge, est sensible en 1842 à ce qu'il appelle « sa puissance pathétique » (« powerfully pathetic ») ; même antienne en 1849 chez le révérend Francis Jacox (pseudonyme « Parson Frank ») qui relève « [son] pathos authentique » (true pathos) : « Nous sommes touchés jusqu'au fond de l'âme, écrit-il, par le chagrin à l'état pur, car sans la moindre périphrase ni locution angoissée, […] avec une retenue écartant toute souffrance pouvant paraître artificielle, l'amant endeuillé dit sa peine, mais en très peu de mots, et que d'intensité dans tant de beauté ! ».
En 1853, John Wright, l'un des premiers commentateurs de Wordsworth, revient sur J'eus plus d'un étrange délire dont il attribue le succès à la « ferveur, à la fois profonde et décantée jusqu'au silence ». D'autres critiques soulignent l'importance de Elle demeurait, par exemple l'écrivain écossais William Angus Knight (1836-1916), qui évoque « douze vers incomparables ».
Au début du XXe siècle, David Rannie résume ses impressions de la séquence en parlant d'un « charmant petit ensemble qu'inspire une passion peu habituelle chez Wordsworth et à propos de laquelle, lui qui est si prompt à commenter la genèse de ses poèmes, n'a strictement rien dit. Laissons au poète quelques-uns de ses secrets ; ne lui en voulons pas d'un brin d'intimité lorsque la poésie atteint une telle beauté, lorsqu'un tel hommage est rendu à la jeunesse d'une femme, à l'amour et à la mort […] Tant de douleur devient sublime avec autant de simplicité ; l'harmonie plutôt que la dureté émane du contraste entre l'illusion de l'amour et la réalité de la mort ».
La critique des années 1930 s'intéresse surtout à la maîtrise technique de Wordsworth. Ainsi, Durrant fait remarquer que les quatre Poèmes de Lucy retenus pour l'édition des Ballades lyriques de 1800 représentent ce que Wordsworth a fait de mieux dans le genre en termes d'expérimentation. En revanche, Davies réfute l'importance que la séquence a pu avoir dans son évolution artistique et attribue à sa seule notoriété la marque qu'elle a laissée sur sa carrière. D'autres commentateurs, tel Geoffrey Hartman, soulignent l'importance de Lucy en tant que figure représentative : « C'est dans Les Poèmes de Lucy que l'âme du lieu, notamment l'âme du sol anglais, atteint sa forme la plus pure ». Quant à Meena Alexander, poète, essayiste et auteur d'œuvre de fiction, elle juge que Lucy est « l'impossible objet du désir du poète, une représentation iconique du féminin romantique ».
Dans les milieux littéraires ou universitaires francophones, Les Poèmes de Lucy n'occupent pas une place prépondérante, sans doute du fait de leur brièveté par rapport à l'ensemble des poèmes de Wordsworth. Quelques traductions existent, celle de Jules Barbey d'Aurevilly (1808-1889), ou plus récemment celles de Gendrel et Moran ou de François-René Daillie, mais Émile Legouis est le seul à avoir proposé un texte en vers, et cela dans un recueil comprenant la plupart des grandes œuvres du poète. Toutefois, la légende de Lucy a donné lieu à certaines suites en français — pastiches ou non —, comme Les poèmes de Lucy de Dana Shishmanian, d'ailleurs d'un rapport lointain avec l'original.

## Parodies et allusions
Depuis leur première publication, Les Poèmes de Lucy ont fait l'objet de beaucoup de parodies.
Pour la plupart, elles visent à ridiculiser leur simplicité d'expression et les ambiguïtés voulues par le poète. D'autres s'interrogent sur la façon dont les critiques contemporains s'octroient le droit de les interpréter de façon aussi définitive. Jones considère cette production comme une « méta-critique », tout aussi valable que les commentaires officiels. L'une des plus célèbres est due au fils de Coleridge, Hartley Coleridge (1796–1849), intitulée Au sujet de William Wordsworth ou encore Imitation, comme dans la version publiée dans The Inspector :
| « He lived amidst th'untrodden ways To Rydal Lake that lead; A Bard whom there were none to praise And very few to read. » | « Il vivait de par les sentiers inviolés Menant vers le lac de Rydal ; un poète que personne ne louait Et que bien peu lisaient. » |

L'écrivain victorien Samuel Butler (1835–1902) raille en 1888 l'expression « quelle différence pour moi ! » (the difference to me!) qu'il juge trop concise, et il se moque du poète qui, selon lui, « se donne beaucoup de peine pour ne pas expliquer quelle différence la mort de Lucy aura pour lui […] Le lecteur superficiel s'imagine évidemment qu'il regrette sa mort, mais rien de tel n'est dit ».
En revanche, Mary Shelley (1797–1851), l'auteur de Frankenstein ou le Prométhée moderne, loin de railler les vers de Wordsworth, s'en sert volontiers pour commenter et reformuler la vision romantique de la féminité.

## Mise en musique
Les Poèmes de Lucy, à l'exception de Avant de voyager, mais avec l'adjonction de Parmi toutes les belles choses (Among all lovely things) ont été mis en musique pour voix et piano par le compositeur Nigel Dodd. La première audition en public s'est tenue au théâtre Saint-Georges à Bristol en octobre 1995 à l'occasion d'un concert célébrant le bicentenaire de la première rencontre entre Wordsworth et Coleridge,.
En 1901, Charles Ives a mis en musique Avant de voyager. 75e du recueil des 114 songs publié en 1922, la mélodie dérive d'une ancienne œuvre, Frühlingslied (« Chant de Printemps ») de 1896, dont Ives reprend la musique en apportant quelques petits changements de façon à mieux accompagner le poème de Wordsworth, et en transposant un ton plus bas les mesures 27 à 29.
Vingt-cinq ans plus tard en 1926, Benjamin Britten a repris le même poème pour la composition d'une courte mélodie (I didn't know how much I loved England until I left).
Dans un autre genre, trois des Poèmes de Lucy ont attiré l'attention du groupe nord Irlandais de pop rock orchestrale The Divine Comedy en mars 1993 : mis en musique par Neil Hannon, ils apparaissent dans l'album Liberation enregistré à Setanta.

#### Textes généraux
- (en + fr) William Wordsworth et Émile Legouis (ed. scientifique), William Wordsworth. Choix de poésies : Texte anglais et traduction en vers, Paris, Les Belles Lettres, 1928, XIV-282 p., in-8 (BNF 32366525). Traduction en vers rimés.
- (en) M. H. Abrams, « The Romantic Period », dans The Norton Anthology of English Literature [« La période romantique »], vol. 2A, 7e édition, New York, W. W. Norton & Company, 2000 (ISBN 0-393-97490-1)
- (en) John Alexander, Reading Wordsworth [« En lisant Wordsworth »], Londres, Routledge, 1987, 160 p. (ISBN 9781315617749)
- (en) Meena Alexander, Women in Romanticism [« Place des femmes dans le Romantisme »], Savage, MD, Barnes & Noble Books, 1989, 215 p. (ISBN 0-389-20885-X)
- (en) F. W. Bateson, Wordsworth: A Re-Interpretation [« Wordsworth, reconsidération »], Londres, Longmans, 1954, viii +227
- (en) Frederika Beatty, William Wordsworth of Dove Cottage [« William Wordsworth à Dove Cottage »], New York, Bookman Associates, 1964
- (en) Christopher Beha, The Whole Five Feet : What the Great Books Taught Me about Life, Death, and Pretty Much Everthing Else [« Les cinq pieds en entier »], mai 2010, 272 p., 5,5 × 0,8 × 8,2 pouces (ISBN 9780802199904)
- (en) John Beer, Wordsworth and the Human Heart [« Wordsworth et le cœur humain »], New York, Columbia University Press, 1978 (ISBN 0-231-04646-4)
- (en) John Blades, Wordsworth and Coleridge: Lyrical Ballads [« Wordsworth et Coleridge : Les Ballades lyriques »], New York, Palgrave Macmillan, 2004 (ISBN 1-4039-0480-4).
- (en) Lori Branch, Rituals of Spontaneity: Sentiment and Secularism from Free Prayer to Wordsworth [« Rites et spontanéité : sentiment et sécularité, de la prière libre à Wordsworth »], Waco, Baylor University Press, 2006 (ISBN 1-932792-11-2).
- (en) Anonyme, International Who's Who in Poetry 2004 (12e édition) [« Le Who's Who international de la poésie »], New York, Europa Editions, 2003 (ISBN 1857431782)
- (en) Joseph Bristow, « Whether Victorian Poetry: A Genre and Its Period » [« La Poésie victorienne, genre et contexte »], Victorian Poetry, vol. 42, no 1,‎ 2004, p. 81–109
- (en) Cleanth Brooks, « Irony as a Principle of Structure », Literary Opinion in America, New York, Morton D. Zabel, éd. scientifique ; Harper,‎ 1951, p. 729-741.
- Cleanth Brooks (trad. Bernard Gendrel et Patrick Moran), « L'ironie comme principe de structure », Poétique, Paris, Le Seuil, no 151,‎ mars 2007, p. 363-378 (ISBN 978-2-0209-1767-4, lire en ligne, consulté le 17 décembre 2017). Analyse de l'ironie structurelle.
- (en) Samuel Butler (R. A. Streatfeild, éditeur scientifique), Quis Desiderio...? The Humor of Homer and Other Essays [« Quis Desiderio...?, l'humour chez Homère et autres essais »], Londres, A. C. Fifield, 1913, p. 99–109
- (en) Samuel Taylor Coleridge (Earl Leslie Griggs, éditeur scientifique), Collected Letters of Samuel Taylor Coleridge [« Correspondance de Samuel Taylor Coleridge »], vol. I, Oxford, Clarendon Press, 1956
- (en) Hunter Davies, William Wordsworth, New York, Atheneum, 1980, 380 p., 9,2 × 6,3 × 1,3 pouces (ISBN 0-689-11087-1)
- (en) Thomas De Quincey, « Confessions of an English Opium-Eater : Lake Reminiscences; By the English Opium-Eater », dans Tait's Edinburgh Magazine [« Confessions d'un mangeur d'opium »], vol. 6, Édimbourg, William Tait and Christian Johnstone, 1839
- (en) Wallace W. Douglas, « Wordsworth as Business Man » [« Wordsworth, homme d'affaires »], PMLA, vol. 63, no 2,‎ juin 1948, p. 625–641.
- (en) Geoffrey Durrant, William Wordsworth, Cambridge, Cambridge University Press, 1969 (ISBN 0-521-07608-0). Analyse des Poèmes de Lucy des pages 60 à 75
- (en) Susan Eilenberg, Strange Power of Speech: Wordsworth, Coleridge and Literary Possession [« L'étrange pouvoir des mots : Wordsworth, Coleridge et l'emprise littéraire »], New York, Oxford University Press, 1992, 302 p. (ISBN 0-19-506856-4).
- (en) David Ferry, The Limits of Mortality : an essay on Wordsworth's major poems [« Les limites de la mortalité »], Middletown, Wesleyan University Press, 1959, 181 p.
- (en) Boris Ford, « From Blake to Byron », dans The Pelican Guide to English Literature [« De Blake à Byron »], vol. 5, Harmondsworth, Penguin, 1957
- (en) Paul H. Fry, A Defense of Poetry [« Défense de la poésie »], Stanford, Stanford University Press, 1995, 268 p., 5,8 × 0,8 × 8,8 pouces (ISBN 0-8047-2531-4)
- (en) H. W. Garrod, The Profession of Poetry and Other Lectures [« La poésie comme profession et autres conférences »], Oxford, Clarendon, 1929
- (en) Gay W. Allen et Harry H. Clark, Literary Criticism, Pope to Croce [« Critique littéraire, de Pope à Croce »], Detroit, Wayne State University Press, 1962, 659 p. (ISBN 0-8143-1158-X).
- (en) Stephen Gill, William Wordsworth: A Life [« Vie de William Wordsworth »], Oxford, Clarendon, 1989.
- (en) Heather Glen, « Vision and Disenchantment: Blake's Song and Wordsworth's Lyrical Ballads » [« Vision et désenchantement dans les Chants de Blake et les Ballades lyriques de Wordsworth »], New Library History, Cambridge et New York, Cambridge University Press, vol. 6, no 2,‎ 1983, 216 × 140 × 23 mm (ISBN 9780521271981)
- (en) Alan Grob, The Philosophic Mind: A Study of Wordsworth's Poetry and Thought 1797–1805 [« L'esprit philosophique : étude de la poésie et de la pensée de Wordsworth »], Columbus, Ohio State University, 1973 (ISBN 0-8142-0178-4)
- (en) G. M. Harper, William Wordsworth, His Life, Works, and Influence [« William Wordsworth, l'homme, l'œuvre, l'influence »], St. Ann Arbor, MI, University of Michigan, C. Scribner's Sons, 1916
- (en) Geoffrey Hartman, Wordsworth's Poetry 1787–1814 [« La poésie de Wordsworth, 1787-1814 »], New Haven, Yale University Press, 1967, 418 p., 7,9 × 5,1 × 1,1 pouces (ISBN 9780300005387). Commentaires exhaustifs sur l'ensemble de l'œuvre de Wordsworth.
- (en) Geoffrey Hartman, The Unremarkable Wordsworth : Theory and History of Literature [« Wordsworth, poète sans panache »], Minneapolis, University of Minnesota Press, 1987, 249 p. (ISBN 0-8166-1175-0, lire en ligne). Analyses théoriques de l'œuvre de Wordsworth (psychanalyse, structuralisme, déconstruction, phénoménologie).
- (en) John Hayden, William Wordsworth and the Mind of Man [« William Wordsworth et l'esprit humain »], New York, Bibli O'Phile Publishing, 1992 (ISBN 0-942104-04-8).
- (en) Edward Hirsch, « Five acts » [« Cinq actes »], American Poetry Review,‎ mai-juin 1998, p. 35-48 (lire en ligne, consulté le 21 novembre 2017).
- (en) William Hazlitt (Jon Cook, éditeur scientifique), « Mr Wordsworth », dans William Hazlitt: Selected Writings, Oxford, Cambridge University Press, 1991, p. 348
- (en) Francis Jeffrey, « Review of Poems by George Crabbe » [« Compte rendu de Poèmes par George Crabbe »], Edinburgh Review,‎ 12 avril 1808, p. 131–151
- (en) Kenneth Johnston, The Hidden Wordsworth: Poet, Lover, Rebel, Spy [« Le Wordsworth secret : poète, amant, rebelle, espion »], New York, W. W. Norton & Company, 1998 (ISBN 0-393-04623-0)
- (en) William Knight, The Life of William Wordsworth [« La vie de William Wordsworth »], Édimbourg, William Paterson, 1889 (lire en ligne)
- (en) Karl Kroeber, The Artifice of Reality: Poetic Style in Wordsworth, Foscolo, Keats, and Leopardi [« L'artifice de la réalité : style poétique chez Wordsworth, Foscolo, Keats et Leopardi »], Madison, University of Wisconsin, 1964, 256 p. (ISBN 9780299032302)
- (en) Roger N. Murray, Wordsworth's Style: Figures and Themes in the Lyrical Ballads of 1800 [« Le style de Wordsworth : figures de style et thème dans les Ballades lyriques de 1800 »], Lincoln, University of Nebraska Press, 1967, 177 p., 6 × 0,8 × 9,2 pouces (ISBN 978-0803201279)
- (en) Frederick Myers, Wordsworth, New York, Macmillan, 1906 (OCLC 20516404, lire en ligne)
- (en) Anne Mellor, Romanticism and Gender [« Romantisme et genre »], New York, Routledge, 1993 (ISBN 0-415-90111-1)
- (en) Mary Moorman, William Wordsworth A Biography: The Early Years 1770–1803 [« William Wordsworth, les premières années, 1770-1803 »], Londres, Oxford University Press, 1968, 648 p., 8,4 × 5,8 × 0,7 pouces (ISBN 978-0198811459)
- (en) Kenneth Ober et Warren Ober, « Samuil Marshak's Translations of Wordsworth's Lucy Poems » [« Traduction des Poèmes de Lucy de Wordsworth par Samuil Marshak »], Germano-Slavica, vol. 15,‎ 2005, p. 171–181
- (en) Margaret Oliphant, « A Century of Great Poets, from 1750 Downwards » [« Un siècle de grands poètes, à partir de 1750 »], Blackwood's Edinburgh Magazine, vol. 110, no III – William Wordsworth,‎ septembre 1871, p. 299–326
- (en) Richard Poirier, « Modernism and its Difficulties » [« Le modernisme et ses difficultés »], The Journal Of Aesthetics and Art Criticism, New York, Random House, no 36,‎ 1987, p. 95-113
- (en) Thomas Powell, « Literary Characters, Mr. Wordsworth », Fraser's Magazine,‎ 3 juin 1831, p. 557–566.
- (en) David Rannie, Wordsworth and His Circle [« Wordsworth et son cercle »], New York, G. P. Putnam's Sons, 1907 (lire en ligne)
- (en) Henry Crabb Robinson (Edith J. Morley, éditeur scientifique), Henry Crabb Robinson on Books and Their Writers [« Henry Crabb Robinson, à propos de livres et de leurs auteurs »], Londres, Dent, 1938.
- (en) Catherine Robson, Men in Wonderland: The Lost Girlhood of the Victorian Gentleman, Princeton, Princeton University Press, 2001, xii, 250, 24 cm (ISBN 0-691-00422-6)
- (en) John Wilson, Critical and Miscellaneous Essays [« Divers essais critiques »], vol. 3, Philadelphia, Carey and Hart, 1842
- (en) Carl Woodring, Wordsworth, Boston, Houghton Mifflin, 1965
- (en) John Woolford, « Robert Browning, Christina Rossetti and the Wordsworthian Scene of Writing » [« Robert Browning, Christina Rossetti et l'écriture wordsworthienne »], Wordsworth Circle, vol. 34, no 1,‎ 2003, p. 30–35
- (en) John Wright, The Genius of Wordsworth [« Le génie de Wordsworth »], Londres, Longman, Brown, Green, and Longmans, 1853 (OCLC 16633098)
- (en) Duncan Wu, Romanticism: An Anthology, 2e édition [« Le Romantisme, anthologie, 2e édition »], Oxford, Blackwell, 1998 (ISBN 0-6312-2269-3). |Utile pour comparer des poèmes.

#### Titres spécifiques
- (en) Hartley Coleridge, « Imitation », The Inspector, Londres, Effingham Wilson, vol. II,‎ 1827.
- (en) Damien Walford Davies, « Lucy's Trodden Ways » [« Les chemins violés de Lucy »], Essays in Criticism, vol. 47, no 1,‎ 1997, p. 62–70.
- (en) Frances C. Ferguson, « The Lucy Poems : Wordsworth's Quest for a Poetic Object » [« LesPoèmes de Lucy : La quête de Wordsworth d'un objet poétique »], ELH, The Johns Hopkins University Press, vol. 40, no 4,‎ hiver 1973, p. 532-548 (JSTOR 2872558).
- (en) Spencer Hall, « Wordsworth's 'Lucy' Poems: Context and Meaning » [« LesPoèmes de Lucy de Wordsworth : contexte et sens »], Studies in Romanticism, vol. 10,‎ 1971, p. 159–75.  Première approche.
- (en) Walter Hamilton, Parodies of the Works of English & American Authors [« Parodies des œuvres d'écrivains anglais et américains »], vol. 6, New York, NY, Johnson Reprint Corp, 1967 (1re éd. 1884–1889), 372 p..
- (en) Herbert Hartman, « Wordsworth's 'Lucy' Poems: Notes and Marginalia » [« LesPoèmes de Lucy par Wordsworth : Notations et marginalia »], PMLA, vol. 49, no 1,‎ mars 1964, p. 134–142.
- (en) Mark Jones, The Lucy Poems: A Case Study in Literary Knowledge [« LesPoèmes de Lucy : étude d'un cas littéraire »], Toronto, The University of Toronto Press, 1995, 337 p., 6,8 × 1,5 × 9,5 pouces (ISBN 0-8020-0434-2). LesPoèmes de Lucy dans leur globalité : rapprochements et comparaisons.
- (en) Norman Lacey, Wordsworth's View of Nature and Its Ethical Consequences [« Vision de la nature d'après Wordsworth et ses conséquences éthiques »], Cambridge, Cambridge University Press, 1948, 128 p..
- (en) John L. Mahoney, William Wordsworth: A Poetic Life [« William Wordsworth, une vie poétique »], New York, Fordham University Press, 1997 (ISBN 0-8232-1715-9).
- (en) Herschel Margoliouth, Wordsworth and Coleridge 1795–1834, Londres, Oxford University Press, 1966.
- (en) Richard Matlak, « Wordsworth's Lucy Poems in Psychobiographical Context » [« Les Poèmes de Lucy dans leur contexte psychobiographique »], PMLA, vol. 93, no 1,‎ 1978, p. 46–65. LesPoèmes de Lucy analysés en contexte d'un point de vue psychobiographique.
- (en) Mikyung Park, « Wordsworth's "Lucy Poems" and Poetic Difficulty » [« LesPoèmes de Lucy et la difficulté poétique »], Comparative Study of World Literature, vol. 32,‎ 2010, p. 341-368 (lire en ligne, consulté le 9 décembre 2017). Analyse dense, parfois un peu confuse, mais soulignant la dichotomie simplicité/hermétisme.
- (en) Frank Parson, « On Wordsworth's "Lucy" » [« À propos de la Lucy de Wordsworth »], People's and Howitt's Journal,‎ novembre 1849, p. 292–294.
- (en) William J. Rolfe, William Wordsworth, Select Poems of William Wordsworth, New York, American Book, 1889.
- (en) Adam Sisman, The Friendship: Wordsworth and Coleridge [« L'amitié de Wordsworth et Coleridge »], Harmondsworth, Penguin Books, 2008, 512 p., 14,4 × 2,9 × 21,7 cm (ISBN 978-0143112969).
- (en) Roger L. Slakey, « At Zero: A Reading of Wordsworth's She Dwelt among the Untrodden Ways » [« Commentaire du poème de Wordsworth She Dwelt among the Untrodden Ways »], Studies in English Literature, 1500–1900, vol. 12, no 4,‎ 1972, p. 629–638.
- (en) James Taaffe, « Poet and Lover in Wordsworth's Lucy Poems » [« Le poète et l'amant dans Les Poèmes de Lucy de Wordsworth »], The Modern Language Review, vol. 61, no 2,‎ avril 1966, p. 175–179.
- (en) Robert J. Walz, « Loving to death: An object relations interpretation of desire and destruction in William Wordsworth's Lucy poems » [« Mourir d'aimer, interprétation du désir et de la destruction dans les Poèmes de Lucy de William Wordsworth »], Journal of Poetry Therapy,‎ 16 mars 2007 (lire en ligne, consulté le 2 novembre 2017).
- (en) William Wordsworth (R. L. Brett), Lyrical Ballads, New York, Routledge, 1991 (ISBN 0-415-06388-4).
- (en) William Wordsworth (Ernest de Sélincourt) et Dorothy Wordsworth (Chester Shaver), The Letters of William and Dorothy Wordsworth [« Correspondance entre William et Dorothy Wordsworth »], vol. 1, Oxford, Clarendon, 1967, 764 p., 20,8 × 4,6 × 13,5 cm (ISBN 978-0198114642).

### Citations originales de l'auteur
1. ↑  « to furnish ourselves with a tolerable stock of information in natural science[9] ».
2. ↑  « little Rhyme poems which I hope will amuse you[10] ».
3. ↑  « As I have had no books I have been obliged to write in self-defense. I should have written five times as much as I have done but that I am prevented by an uneasiness at my stomach and side, with a dull pain about my heart. I have used the word pain, but uneasiness and heat are words which more accurately express my feelings. At all events it renders writing unpleasant. Reading is now become a kind of luxury to me. When I do not read I am absolutely consumed by thinking and feeling and bodily exertions of voice or of limbs, the consequence of those feelings[10] ».
4. ↑  « who may be chattering and chatter'd to, through the whole day[13],[RM 4] ».
5. ↑  « […] breathlessly, almost aware of what such a loss would mean to the speaker: oh, the difference to me![28] ».
6. ↑  « But slow distemper checked her bloom / And on the Heath she died[51] ».
7. ↑  « at last […] in inanimate community with the earth's natural fixture[56] ».
8. ↑  « an appetite, a feeling and a love[65] ».
9. ↑  « the still sad music of humanity[65] ».
10. ↑  « boundary being, nature sprite and human, yet not quite either. She reminds us of the traditional mythical person who lives, ontologically, an intermediate life, or mediates various realms of existence[GH 1] ».
11. ↑  « not so much a human being as a sort of compendium of nature […] her death was right, after all, for by dying she was one with the natural processes that made her die, and fantastically ennobled thereby[68] ».
12. ↑  « that strange little lovely group, which breathe a passion unfamiliar to Wordsworth, and about which he—so ready to talk about the genesis of his poems—has told us nothing [...] Let a poet keep some of his secrets: we need not grudge him the privacy when the poetry is as beautiful as this; when there is such celebration of girlhood, love, and death [...] The poet's sense of loss is sublime in its utter simplicity. He finds harmony rather than harshness in the contrast between the illusion of love and the fact of death[105] ».

### Citations originales des commentateurs
1. ↑  « His faculties seem to expand every day, he composes with much more facility than he did, as to the mechanism of poetry, and his ideas flow faster than he can express them[5] ».
2. ↑  « always preserved a mysterious silence on the subject of that 'Lucy', repeatedly alluded to or apostrophised in his poems, and I have heard, from gossiping people about Hawkshead, some snatches of tragic story, which, after all, might be an idle semi-fable, improved out of slight materials[16] ».
3. ↑  « Some months ago Wordsworth transmitted to me a most sublime Epitaph / whether it had any reality, I cannot say. —Most probably, in some gloomier moment he had fancied the moment in which his Sister might die[24] ».
4. ↑  « leave the sanctuary of all hearts inviolate, and to respect the reserve not only of the living but of the dead. Of these poems, almost alone, Wordsworth in his autobiographical notes has said nothing whatever[26] ».
5. ↑  « entirely from within the poet[GH 1] ».
6. ↑  « she belongs to the category of spirits who must still become human […] the poet describes her as dying at a point at which she would have been humanized[GH 1] ».
7. ↑  « a hidden being who seems to lack flaws and is alone in the world[29] ».
8. ↑  « exist as independent self-conscious human beings with minds as capable of the poet's[31] ».
9. ↑  « rarely allowed to speak for themselves[31] ».
10. ↑  « fragile kind of humanism[34] ».
11. ↑  « dignified, unaffected naturalness[MJ 3] ».
12. ↑  « the poem ends before it has begun[MJ 3] ».
13. ↑  « is dead before we so much as heard of her[MJ 4] ».
14. ↑  « condemning her to death while denying her the actual or symbolic fulfillment of maternity[41] ».
15. ↑  « To confuse the mode of the 'Lucy' poems with that of the love lyric is to overlook their structure, in which, as in the traditional ballad, a story is told as boldly and briefly as possible[35] ».
16. ↑  « the economy and the general air of epitaphs in the Greek mythology […] [I]f all elegies are mitigations of death, the Lucy poems are also meditations on simple beauty, by distance made more sweet and by death preserved in distance[49] ».
17. ↑  « seemed a thing that could not feel / The touch of earthly years[56] ».
18. ↑  « In all of these poems, nature would seem to betray the heart that loves her[73] ».
19. ↑  « flower similes and metaphors become impediments rather than aids to any imaginative visualization of a woman[74] ».
20. ↑  « flowers do not simply locate themselves in Lucy's cheeks, they expand to absorb the whole of her... The act of describing seems to have lost touch with its goal—description of Lucy[74] ».
21. ↑  « radical change of consciousness expressed in a semi-mythical way[GH 4] ».
22. ↑  « The truth is, I believe, that between Lucy's perfection in Nature and her death there is, for Wordsworth, really no tragic antithesis at all[79] ».
23. ↑  « Lucy, living, is clearly a guardian spirit, not of one place but of all English places... while Lucy, dead, has all nature for her monument. The series is a deeply humanized version of the death of Pan, a lament on the decay of English natural feeling. Wordsworth fears that the very spirit presiding over his poetry is ephemeral, and I think he refuses to distinguish between its death in him and its historical decline[GH 7] ».
24. ↑  « [the] unaccountable mixture of seeming simplicity and real abstruseness[87] ».
25. ↑  « the most enigmatically 'private' of all Wordsworth's works[90]. À eux seuls, explique-t-elle, ils exposent les résonances complexes et contradictoires du chagrin : le poète se livre à un rituel solitaire et complexe de deuil consistant à nier par son discours l'existence même de la perte de sa bien aimée[90] ».
26. ↑  « Strange fits […] is a favourite of mine—i.e. of me Dorothy[97] ».
27. ↑  « I am perplexed—I am sad—and a little thing, a very trifle would make me weep; but for the death of the Baby I have not wept!—Oh! this strange, strange, strange Scene-shifter, Death! that giddies one with insecurity, & so unsubstantiates the living Things that one has grasped and handled!—/ Some months ago Wordsworth transmitted to me a most sublime Epitaph / whether it had any reality, I cannot say.—Most probably, in some gloomier moment he had fancied the moment in which his sister might die[98] ».
28. ↑  « the powerful effect of the loss of a very obscure object upon one tenderly attached to it—the opposition between the apparent strength of the passion and the insignificance of the object is delightfully conceived[99] ».
29. ↑  « the most singular specimens of unpretending, yet irresistible pathos[MJ 15] ».
30. ↑  « Another string of flat lines about Lucy is succeeded by an ode to Duty[100] »
31. ↑  « Mr Wordsworth […] has thought fit to compose a piece, illustrating this copious subject by one single thought. A lover trots away to see his mistress one fine evening, staring all the way at the moon: when he comes to her door, 'O mercy! to myself I cried, / If Lucy should be dead!' And there the poem ends![101] ».
32. ↑  « We are moved to our soul's centre by sorrow expressed as that is; for, without periphrasis or wordy anguish, without circumlocution of officious and obtrusive, and therefore, artificial grief; the mourner gives sorrow words... But he does it in words as few as may be: how intense their beauty![MJ 16] ».
33. ↑  « deep but subdued and silent fervour[103] ».
34. ↑  « incomparable twelve lines[104] ».
35. ↑  « It is in the Lucy poems that the notion of spirit of place, and particularly English spirit of place, reaches its purest form[107] ».
36. ↑  « the impossible object of the poet's desire, an iconic representation of the Romantic feminine[109] ».
37. ↑  « most careful not to explain the nature of the difference which the death of Lucy will occasion him to be... The superficial reader takes it that he is very sorry she was dead... but he has not said this[MJ 16] ».